# Ruanda
Ruanda oder Rwanda [ˈʁu̯anda] (Kinyarwanda u Rwanda, Swahili Jamhuri ya Rwanda, französisch le Rwanda [lə ʁwɑ̃ˈda]) ist ein dicht bevölkerter Binnenstaat in Ostafrika bzw. Zentralafrika. Er grenzt an Burundi, die Demokratische Republik Kongo, Uganda und Tansania. Wegen seiner hügeligen Landschaft wird Ruanda auch „Land der tausend Hügel“ genannt. Auf dem Staatsgebiet verläuft die afrikanische Hauptwasserscheide zwischen den Einzugsgebieten des Nils und des Kongos.
Von 1884 bis 1916 war Ruanda als Teil Deutsch-Ostafrikas eine deutsche Kolonie. Nach dem Ersten Weltkrieg 1919 wurde Ruanda belgisches Völkerbundsmandat bzw. nach 1945 UN-Treuhandsgebiet. 1962 erfolgte die Unabhängigkeit. Wegen struktureller Probleme, einer hohen Bevölkerungsdichte und Konflikten zwischen den Volksgruppen der Hutu und Tutsi zählte das Land lange zu den ärmsten in Afrika. Der gesellschaftliche Konflikt führte zu einem Bürgerkrieg in Ruanda (1990–1994) sowie dem Völkermord an den Tutsi 1994, bei dem radikale Hutu etwa 800.000 ethnische Tutsi sowie viele gemäßigte Hutu ermordeten. Seit dem Ende des Bürgerkrieges setzte ein wirtschaftlicher Wiederaufbauprozess ein, den unter anderem die Ausbeutung von Rohstoffen in den östlichen Kongoprovinzen begünstigte. Seit dem Jahr 2000 amtiert Paul Kagame als Präsident, der das Land autoritär als Diktator regiert. Das Regierungssystem steht international in der Kritik wegen mangelnder Pressefreiheit, Unterdrückung der Opposition, Manipulation von Wahlen sowie der Destabilisierung des Ostkongo.
Ruanda gehört seit längerem zu den Ländern Afrikas mit dem stärksten Wirtschaftswachstum. Einer der Gründe sind die guten Beziehungen zu den Weltmächten auf beiden Seiten, so dass sowohl der Westen als auch China und Russland im Land Investitionen tätigen. Weite Teile der Wirtschaft werden durch die regierende Partei Ruandische Patriotische Front kontrolliert.
Der Großteil der Landesbevölkerung sind christliche Banjaruanda. Kennzeichnend für die ruandische Gesellschaft ist die hohe Teilhabe von Frauen an der wirtschaftlichen und politischen Macht. Im Gender Development Index (Entwicklungsindex der Geschlechter) der Vereinten Nationen, der die Unterschiede im sozioökonomischen Entwicklungsstand von Frauen im Vergleich zu Männern misst, nahm Ruanda 2022 mit einem Wert von 0,921 einen der vorderen Plätze unter den Entwicklungsländern ein.

## Geografie
Ruanda grenzt im Norden an Uganda, im Osten an Tansania, im Süden an das in vielen Eigenschaften ähnliche Burundi und im Westen an die Demokratische Republik Kongo. Der Großteil Ruandas ist ein Hochland mit einer durchschnittlichen Seehöhe von 1500 Metern. Der gesamte Höhenbereich reicht von etwa 1000 Meter bis zum 4507 Meter hohen Karisimbi (Virunga-Vulkane im Norden). Hier verläuft von Nord nach Süd auf 3000 bis 4000 Meter Höhe die Afrikanische Hauptwasserscheide zwischen den Quellgebieten des Weißen Nil und des Kongo. Den größten Teil von Ruandas Westgrenze bildet der Kiwusee, der zum System der ostafrikanischen Grabenbrüche gehört und daher sehr tief ist. Im Grenzgebiet zu Kongo und Uganda liegen die bis 4500 Meter hohen Virunga-Vulkane, auf denen in mittlerer Höhe die seltenen Berggorillas leben. Im Osten bilden die ausgedehnten Akagera-Sümpfe und eine lange Reihe von Seen eine natürliche Grenze zum heutigen Tansania. Von der ostafrikanischen Küste ist das Land 1200 Kilometer entfernt, dient aber wegen seines guten Straßennetzes dennoch als Transit für manche Exporte aus der Demokratischen Republik Kongo.
Ruanda wird gern „Land der tausend Hügel“ genannt (frz. Pays de Mille Collines) und hat in der Tat eine sehr hügelige bis bergige Landschaft, hauptsächlich im westlichen Teil des Landes.

### Klima
Aufgrund der Höhe ist das Klima trotz der Äquatornähe eher mild-feucht. Das heiße äquatoriale Tageszeitenklima wird vom jahreszeitlichen ostafrikanischen Klima überlagert und durch die große Höhenlage gemildert. Die mittlere Tagestemperatur liegt bei 18 °C. Die höchsten Temperaturen herrschen im tiefergelegenen Osten des Landes, während es im zentralen Hochland und im Bergland im Nordwesten etwas kühler ist. Über das Jahr variieren die Temperaturen wenig. Es gibt zwei Regenzeiten entsprechend den ostafrikanischen Monsunregen, umuhindo etwa zwischen September und Dezember (durchschnittlich 27 % der Jahresniederschlagsmenge) sowie itumba zwischen Februar und Anfang Juni. Zwischen März und Mai fallen 40 % der jährlichen Niederschläge. Das Klima und vor allem die Niederschläge weisen jedoch große Unregelmäßigkeiten auf. Anormale Trockenheiten, überreichliche Regen und Hagel bedrohen immer wieder die Ernten und sorgen für Hungersnöte. Nach Starkregen kommt es häufig zu Überschwemmungen und Erdrutschen, die vor allem die West- und Nordprovinz betreffen, während Dürren eher im Osten des Landes problematisch sind.
|                       | Jan  | Feb  | Mär  | Apr  | Mai  | Jun  | Jul  | Aug  | Sep  | Okt  | Nov  | Dez  |   |      |
| Mittl. Tagesmax. (°C) | 26,5 | 26,5 | 26,2 | 25,2 | 24,9 | 25,3 | 26,1 | 27,1 | 27,4 | 26,5 | 25,7 | 25,5 | ⌀ | 26,1 |
| Mittl. Tagesmin. (°C) | 15,1 | 15,2 | 15,2 | 15,1 | 15,3 | 14,5 | 14,3 | 15,3 | 15,1 | 15,2 | 14,9 | 15,0 | ⌀ | 15   |
|                       |      |      |      |      |      |      |      |      |      |      |      |      |   |      |
| Niederschlag (mm)     | 69   | 100  | 106  | 183  | 92   | 20   | 9    | 34   | 86   | 102  | 127  | 100  | Σ | 1028 |
|                       |      |      |      |      |      |      |      |      |      |      |      |      |   |      |
| Sonnenstunden (h/d)   | 5,4  | 5,4  | 5,3  | 5,0  | 5,1  | 7,0  | 7,2  | 6,9  | 6,4  | 5,6  | 5,3  | 5,1  | ⌀ | 5,8  |
|                       |      |      |      |      |      |      |      |      |      |      |      |      |   |      |
| Regentage (d)         | 8    | 10   | 13   | 16   | 10   | 2    | 1    | 4    | 8    | 14   | 16   | 10   | Σ | 112  |
|                       |      |      |      |      |      |      |      |      |      |      |      |      |   |      |
| Luftfeuchtigkeit (%)  | 75   | 74   | 77   | 79   | 77   | 65   | 55   | 57   | 68   | 76   | 81   | 76   | ⌀ | 71,6 |

| 15,1 |

| 15,2 |

| 15,2 |

| 15,1 |

| 15,3 |

| 14,5 |

| 14,3 |

| 15,3 |

| 15,1 |

| 15,2 |

| 14,9 |

| 15,0 |

| 15,1 |

| 15,2 |

| 15,2 |

| 15,1 |

| 15,3 |

| 14,5 |

| 14,3 |

| 15,3 |

| 15,1 |

| 15,2 |

| 14,9 |

| 15,0 |

### Hydrologie
Ruanda entwässert in zwei große Einzugsgebiete. Die Landesfläche teilt sich zu zwei Drittel in das Nil-Einzugsgebiet und zu einem Drittel in das Kongo-Einzugsgebiet auf.
Die prägenden Nilzuflüsse des Landes sind der im südwestlichen Bergland (Naturpark Nyungwe-Wald) entspringenden Nyabarongo, und der Grenzfluss im Osten, der Akagera (Kagera). Der Nyabarongo entspringt als Rukarara auf 2700 Meter Seehöhe nahe der Wasserscheide zum Kongo und ist der zentrale Fluss des Landes. Er fließt wie sein Nebenfluss Mwogo zunächst von Süd nach Nord, um sich dann unweit der Virunga-Vulkane nach Südosten zur Hauptstadt Kigali zu wenden. Diese abrupte Laufänderung erklärt die Geologie durch tektonische Verschiebungen der Erdkruste bei der Entstehung des Ostafrikanischen Grabens und der Virunga-Vulkane.
Südlich von Kigali vereinigen sich der Nyabarongo und der vom Burundi-Grenzgebiet kommende Akanyaru auf etwa 1500 Meter Höhe. Je nach Quelle wird der weitere Verlauf auf dem Weg zum Rwerusee bereits als Kagera bezeichnet oder weiter als Nyabarongo. Nach dem Verlassen des Rwerusees fließt der Kagera erst nach Osten, später nach Norden und bildet auf etwa 250 Kilometern Länge die Landesgrenze zu Tansania. Der am Dreiländereck zu Tansania und Uganda nordwärts gerichtete Fluss knickt schließlich abermals scharf nach Osten ab, um später in den Viktoria-See zu fließen.
Das Kongo-Einzugsgebiet wird vor allem durch den Kiwusee und seinen Abfluss, den Ruzizi, geprägt. Letzterer bildet die südwestliche Grenze Ruandas und fließt zum Tanganjikasee. Zu den Seen Ruandas zählen zudem der Burera- und Ruhondo-See im Norden des Landes sowie eine Gruppe von Seen an der Grenze zu Tansania, darunter der Ihema-See.

### Die drei Großlandschaften

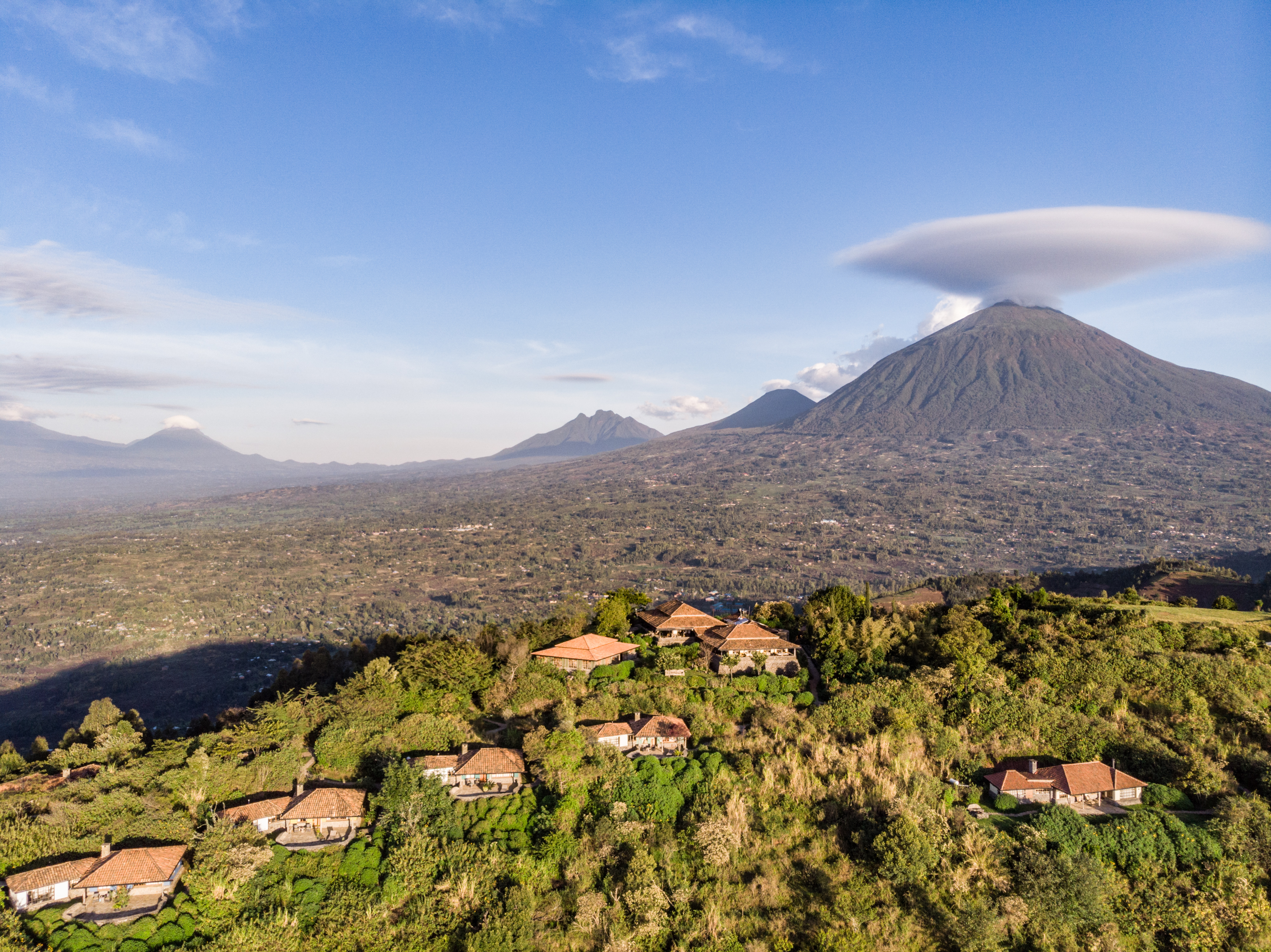
Blick von Kinoni im Nordwesten Ruandas auf die Virunga-Vulkane Muhabura (mit Lenticulariswolke), Gahinga, Sabyinyo und Visoke (von rechts nach links).

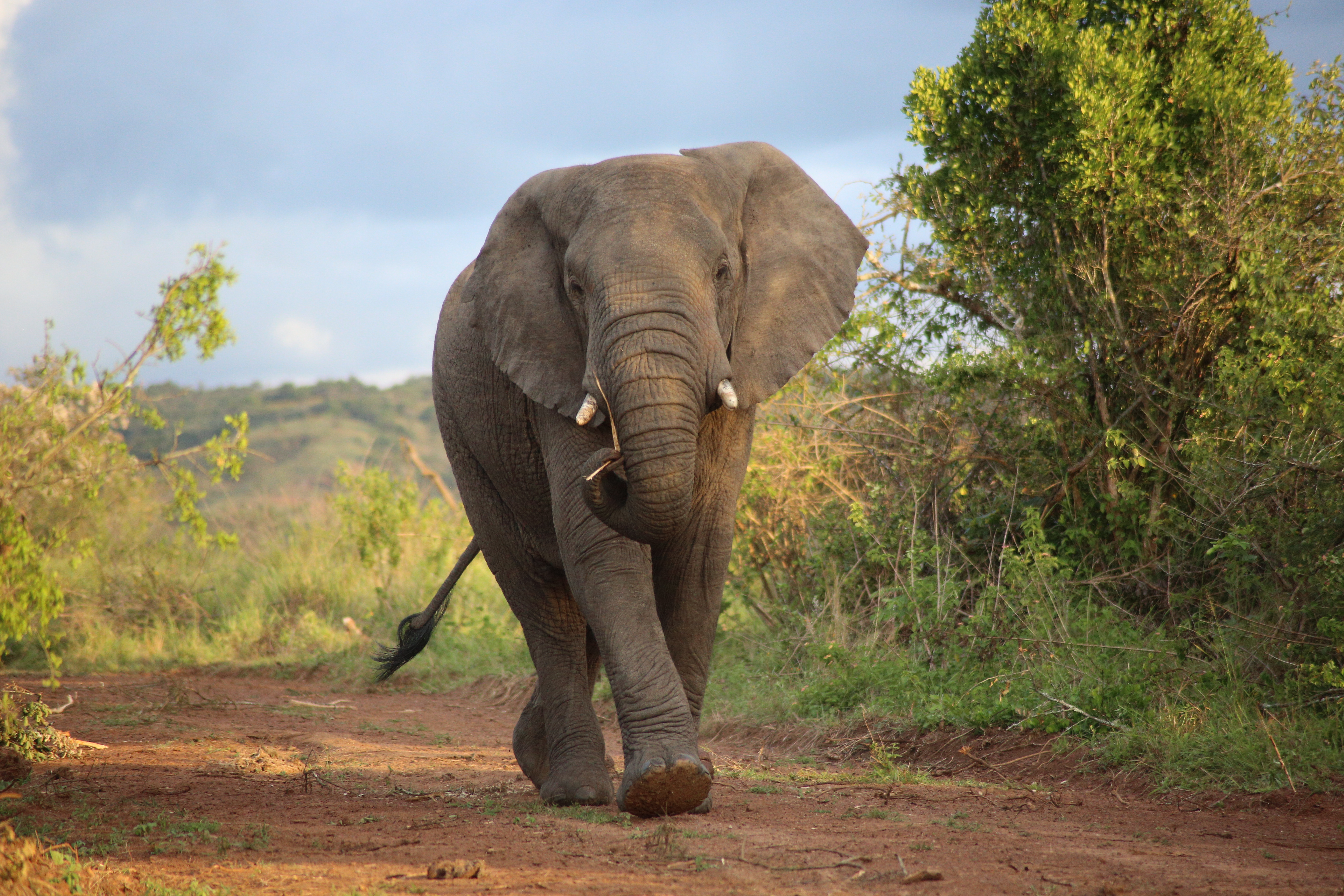
Afrikanischer Elefant im Akagera-Nationalpark

Ruanda lässt sich im Wesentlichen in drei Groß- und mehrere kleine Landschaften unterteilen: Die (süd-)östliche Senke, das zentrale Hochplateau und die Kongo-Nil-Wasserscheide bilden drei Großlandschaften.
Im Zentrum Ruandas befindet sich das zentrale Hochplateau. Es liegt zwischen 1500 und 2000 Metern hoch und erstreckt sich zwischen der Kongo-Nil-Wasserscheide und der südöstlichen Senke. Es ist von zahlreichen Wasserläufen zerschnitten und repräsentiert vor allem im Anstieg zur Kongo-Nil-Wasserscheide hin das sprichwörtliche „Land der tausend Hügel“. Aufgrund der guten Versorgung mit Oberflächenwasser und Niederschlägen sowie der gemäßigten Temperaturen und recht fruchtbarer Böden wird es seit langer Zeit intensiv landwirtschaftlich genutzt. Die ursprüngliche Waldvegetation ist ebenso lange verschwunden.
Die Virunga-Vulkane im Norden stellen die höchsten Erhebungen dar. Ihnen schließen sich das Bergland von Buberuka und das vulkanische Gebiet im Nordwesten Ruandas an. Es ist durch feuchtkühles Klima mit zum Teil extremen Regenfällen gekennzeichnet. Die vulkanischen Aschen- und Schlackenböden sind sehr fruchtbar und werden intensiv landwirtschaftlich genutzt. Hier befindet sich ein Zentrum des Kartoffelanbaus von Ruanda. Allerdings versickern vor allem in der Lava-Ebene die Wasser sehr schnell und treten erst an ihrem Rand als Quellen wieder auf.
Neben den Virunga-Vulkanen erreicht die Kongo-Nil-Wasserscheide, die sich im Westen entlang des Kiwusees von Nord nach Süd erstreckt, Höhen nahe 3000 Metern, im mittleren Teil nur bis zu 1200 Metern und im Süden wieder bis zu 2700 Metern. Sie ist durch schroffe Schluchten und spitze Gipfel gekennzeichnet. Das Klima ist durch Steigungsregen im Osten feucht, im Westen durch Föhnwinde etwas reduziert. Früher waren die Berge von tropischem Höhenregenwald bedeckt. Dieser wurde aufgrund des Bevölkerungswachstums extrem reduziert. Bis Ende der 1990er Jahre gab es noch Regenwaldreste in Gishwati (Nord), Mukura (Zentrum) und Nyungwe (Süd). Gishwati und Mukura wurden zum Zwecke der Besiedlung vor allem von rückkehrenden Langzeitflüchtlingen nach 1994 nahezu vollständig zerstört. Der Nyungwe-Wald hingegen ist noch recht ausgedehnt. In allen tropischen Hochgebirgs-Nebelwäldern leben Kleinaffen (Koloben und andere), Klein-Antilopen, früher auch Waldelefanten und zahlreiche Vogel- und Kleintierarten. Die Pflanzenvielfalt ist einzigartig und groß.
Der Uferstreifen des Kiwusees ist von tiefen Buchten und steilen Hängen geprägt. Durch Föhnbildung an den Westhängen der Kongo-Nil-Wasserscheide sind die Niederschläge hier geringer als auf der Ostseite des Gebirges. Das Wasser des Kiwusees ist etwa 23,5 °C warm. Das Klima ist durch milde Temperaturen geprägt. Auf den fruchtbaren Böden im Süden und Norden erfolgt seit langer Zeit intensiver Bodenbau; auf den weniger fruchtbaren Böden in Höhe von Kibuye (Zentrum) hingegen überwog traditionell Rinderzucht.
Der Südwesten von Ruanda (Impara und Imbo) weist zum Teil sehr fruchtbare Böden auf, die sowohl in den heißen tiefen Lagen als auch in den kühlen Bergen intensiven Bodenbau erlauben.
Die östliche und südöstliche Senke mit Höhenlagen zwischen 1000 und 1500 Metern erstreckt sich westlich der ausgedehnten Rückstausümpfe des Akageraflusses und zahlreicher Seen. Sie ist durch trockenheißes Klima, poröse Böden und Lateritkrusten sowie Buschsavanne geprägt. Klima, Böden und die starke Verbreitung der Tsetsefliegen machen diese Landschaft für Bodenbau und Viehzucht wenig geeignet. Es kommt immer wieder zu ausgedehnten Trockenzeiten, die in den besiedelten Teilen zu Hungersnöten führen. Die belgische Verwaltung richtete 1934 in dem dünn besiedelten Gebiet im Osten den Akagera-Nationalpark als Wildreservat ein. Südlich und westlich davon schlossen sich Jagdgebiete und Privatranchen an. Diese Jagdgebiete sowie Teile des Akagera-Parkes wurden nach Juli 1994 für rückkehrende (sog. Langzeit-)Flüchtlinge zur Besiedelung freigegeben. In den südöstlichen Teil, den Bugesera-Distrikt, waren seit Ende der 1950er Jahre zunächst Tutsi aus verschiedenen Landesteilen zwangsumgesiedelt worden, später kamen Hutu aus dem Norden des Landes hinzu.
Die Niederungen der Region Mayaga entlang des Akanyaru-Flusses und seiner Papyrussümpfe waren früher den Rinderherden der Tutsi als Weidereserven in anhaltenden Trockenzeiten vorbehalten. Sie wurden erst im Laufe des 20. Jahrhunderts bodenbaulich genutzt.

### Flora und Fauna

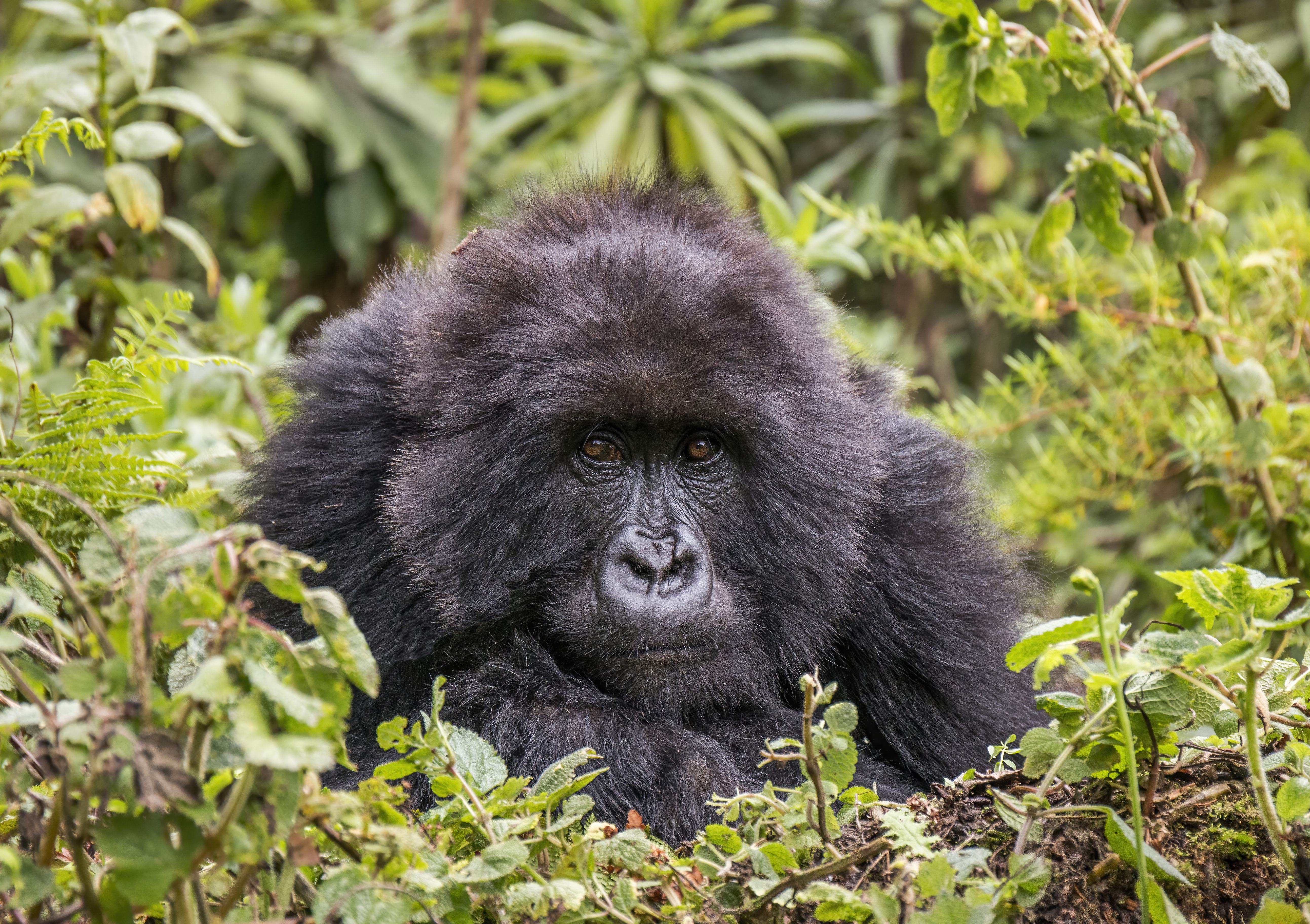
Weiblicher Berggorilla (Gorilla beringei beringei) im Volcanoes National Park

Die Hochgebirge in Ruanda sind durch besondere Ökosysteme mit einzigartigen Tier- und Pflanzenarten geprägt, die durch das nebelig-feucht-kühle tropische Klima zustande kommen.
Beispielsweise beherbergt der Nyungwe-Wald als einziger verbliebener Bergregenwald eine beachtliche Biodiversität mit vielen endemischen Arten.
Das Zentrum Ruandas ist schon seit langer Zeit intensiv landwirtschaftlich genutzt.
Im trocken-heißen Osten befinden sich der Akagera-Nationalpark mit Gras-Baum-Savannen, Sumpfgebieten und Seen. Der Park beherbergte bis 1994 zahlreiche große Herden von Zebras, Impalas, Topis sowie Kaffernbüffeln sowie andere Antilopen-Arten in kleineren Herden, wenige Elefanten sowie aus Tansania eingeflogene Giraffen. Löwen waren zahlreich, Leoparden ebenfalls vorhanden. In den Gewässern lebten viele Nilpferde und Krokodile. Die Vogelfauna war sehr vielfältig.
Durch den Krieg wurde der Tierbestand – vor allem der Löwen und Antilopen – sehr stark dezimiert.
Eine Besonderheit sind die wenigen noch vorhandenen Berggorillas in den Virungavulkanen. Die vom Aussterben bedrohten Berggorillas werden durch Schutzmaßnahmen (unter anderem einem Jagdverbot) geschützt. Die US-Forscherin Dian Fossey hat sich sehr für den Schutz der Berggorillas in Ruanda eingesetzt und schrieb darüber auch ein Buch. Durch die Verfilmung des Buches, den Film Gorillas im Nebel, wurde sie weltweit bekannt.

### Umweltschutz

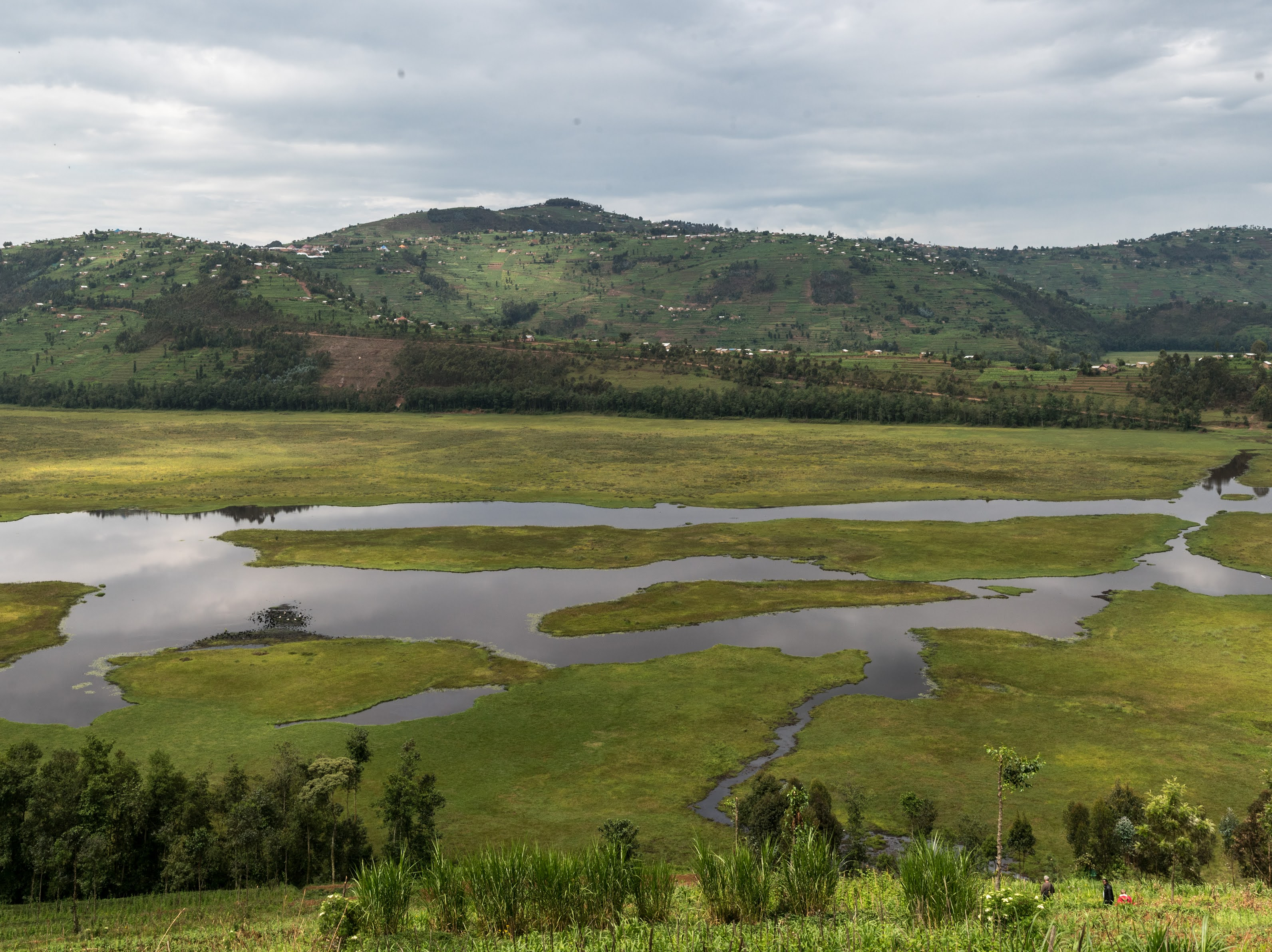
Das Rugezi-Feuchtgebiet im Norden Ruandas

Ruanda ist Unterzeichner des Übereinkommens über die biologische Vielfalt, des Washingtoner Artenschutzübereinkommens, der Übereinkommen der Vereinten Nationen über Klimaänderungen und zur Bekämpfung der Wüstenbildung sowie der Welterbekonvention. Im Jahr 2006 wurde die Umweltbehörde Rwanda Environment Management Authority (REMA) gegründet, die die Richtlinien in Sachen Umweltschutz vorgibt. Kigali gilt als eine der saubersten Hauptstädte Afrikas. Mülltrennung ist in Ruanda per Gesetz vorgeschrieben, wird aber noch nicht flächendeckend angewandt. Illegale Müllentsorgung wird mit mindestens 1.500 Dollar Strafe oder bis zu zwei Jahren Gefängnis geahndet. Plastiktüten sind in Ruanda verboten. Bei der Einreise wird das Gepäck von Touristen auf Plastiktüten durchsucht. Gefundene Tüten werden ihnen abgenommen und entsorgt. Stattdessen nutzt man in Ruanda Tüten aus Papier. Außerdem findet in den Schulen Aufklärung über die potentiellen Gefahren von Polyethylen statt.
Derzeit wird die Hälfte des Stroms mit Dieselgeneratoren erzeugt, die andere Hälfte durch Wasserkraftwerke. Drei neue Wasserkraftwerke sind in Planung.
In Ruanda gibt es vier Nationalparks:
- Akagera-Nationalpark
- Nyungwe-Nationalpark
- Vulkan-Nationalpark
- Gishwati-Mukura-Nationalpark

Der Vulkan-Nationalpark wurde bereits 1925 als Teil des Albert-Nationalparks zum Schutz der Berggorillas geschaffen. Der jüngste Nationalpark des Landes ist der 2016 ausgewiesene Gishwati-Mukura-Nationalpark. Dieser umfasst den Gishwati- und Mukura-Wald, in denen die Entwaldung stark vorangeschritten ist. Durch den demographischen Wandel herrscht in Ruanda allgemein ein großer Bedarf an Landwirtschaftsflächen.
Das einzige Ramsar-Gebiet Ruandas ist das seit 2005 ausgewiesene Rugezi-Feuchtgebiet in der Nordprovinz. Dieses ist ein wichtiger Lebensraum für Vogelarten wie den stark gefährdeten Südafrika-Kronenkranich.

### Verwaltungsgliederung

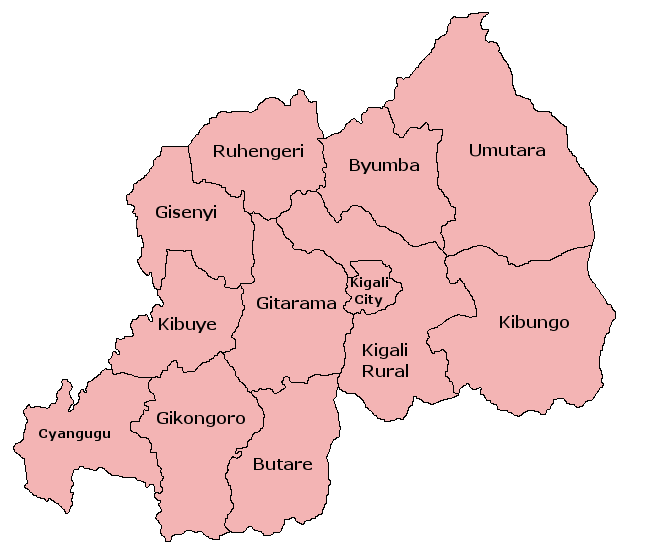
Verwaltungsgliederung bis 2005

Seit dem 1. Januar 2006 gliedert sich Ruanda in fünf Provinzen:
| Provinz | Hauptstadt | Fläche in km² | Einwohnerzahl 2022 | Einwohner je km² |
| ------- | ---------- | ------------- | ------------------ | ---------------- |
| Kigali  | Kigali     | 730           | 1.745.555          | 2.391            |
| Nord    | Byumba     | 3.436         | 2.038.511          | 622              |
| Ost     | Rwamagana  | 9.813         | 3.563.145          | 377              |
| Süd     | Nyanza     | 6.118         | 3.002.699          | 504              |
| West    | Kibuye     | 6.233         | 2.896.484          | 492              |

Vorher war Ruanda in folgende zwölf Provinzen gegliedert: Butare, Byumba, Cyangugu, Gikongoro, Gisenyi, Gitarama, Kibungo, Kibuye, Kigali, Kigali Rural, Ruhengeri und Umutara. Die fünf gegenwärtigen Provinzen sind weiter in insgesamt dreißig Distrikte untergliedert.

### Städte
Ruanda gehört zu den am dichtesten besiedelten Ländern weltweit und liegt hinsichtlich der absoluten Bevölkerungsgröße global gesehen im Mittelfeld (Platz 75). Der überwiegende Teil der Bevölkerung lebt auf dem Land, wobei die Verstädterung zunimmt.
Die größten Städte sind Kigali (1.168.570 Einwohner; Stand 2012), Butare (103.312 Einwohner; Stand 2009), Gitarama (88.031 Einwohner; Stand 2009), Ruhengeri (86.685 Einwohner; Stand 2005) und Gisenyi (83.623 Einwohner; Stand 2005). Außer Kigali, das einen zunehmend urbanen Charakter entwickelt, sind die Städte allerdings sehr ländlich geprägt. Sie sind meist Sitz der lokalen Verwaltung sowie kirchliche Zentren (ehemalige Missionen) und dienen darüber hinaus als Umschlagplatz für lokalen Handel sowie als Verkehrsknotenpunkte.
Kigali ist die Hauptstadt Ruandas und besitzt einen internationalen Verkehrsflughafen sowie mehrere internationale Hotels und ist das Zentrum des regelmäßigen Busverkehrs in alle Richtungen.
Gisenyi ist eine malerisch gelegene Kleinstadt am nördlichen Ende des Kiwusees. Es wurde schon in der deutschen Kolonialzeit gegründet. Dort finden sich noch Wohnhäuser aus dieser Zeit. Auch in der belgischen Kolonialzeit lebten viele Kolonialbeamte und Siedler in Gisenyi. Es liegt unmittelbar an der Grenze zu Kongo; die Nachbarstadt auf der anderen Seite der Grenze ist Goma. Nach dem Völkermord zogen große Flüchtlingsströme durch Gisenyi nach Goma. Von Gisenyi gibt es einen regelmäßigen Bootsverkehr für Frachten und Personen nach Kibuye und Cyangugu. In Gisenyi befindet sich auch die staatliche Brauerei Bralirwa, die den größten Anteil am BIP erwirtschaftet.
Ruhengeri liegt im Norden in der Lava-Ebene zu Füßen der Vulkane. Von dort aus bereisen Touristen die Vulkane und besuchen an Menschen gewöhnte Berggorilla-Gruppen.
Gitarama liegt im Zentrum des Landes, zwischen Kigali und Butare, unweit der bedeutenden katholischen Mission und des Diozösansitzes Kabgayi. Von Gitarama ging die sogenannte „Hutu-Revolution“ der PARMEHUTU aus. Hier war Ende der 1950er Jahre die erste Republik ausgerufen worden.
Kibuye ist eine Kleinstadt an einer sehr zerklüfteten Küste am Kiwusee. Eine alte Missionsstation befindet sich auf einem Felsen, der in den See hineinreicht. Die Stadt selbst liegt etwas erhöht, jedoch haben die zahlreichen Fischer ihre Häuser meist unten an der Küste. Eine heruntergekommene und seit 2005 geschlossene Ferienanlage mit Bungalows sollte Touristen anlocken. Vor dem Völkermord gab es 250.000 Tutsi in der Präfektur von Kibuye, lediglich 8.000 überlebten die Massaker.
Cyangugu am Südende des Kiwusees liegt unmittelbar an der Grenze zu Kongo. Auch hier gab es während des Völkermords mächtige Flüchtlingsströme nach Kongo.
Butare im Süden Ruandas ist gewissermaßen die Kulturstadt des Landes. Es wurde in der belgischen Kolonialzeit gegründet und stellte zu dieser Zeit den Sitz der belgischen Kolonialverwaltung für die Doppelkolonie Ruanda-Urundi dar. Auch in Butare befinden sich Gebäude aus der belgischen Kolonialzeit. Die National-Universität wird unter anderem von Deutschland unterstützt. Neben der National-Universität befindet sich auch das Nationalmuseum in Butare, das zum Teil interessante Ausstellungsstücke aus vorkolonialer Zeit zeigt, darunter nachgebaute traditionelle Grashäuser, darunter das des „Königs“ (Mwami).
Kibungo liegt im Südosten des Landes, an einer Straße, die zum Grenzübergang Rusumo nach Tansania führt. Byumba liegt im Norden des Landes.

## Bevölkerung

### Demografie

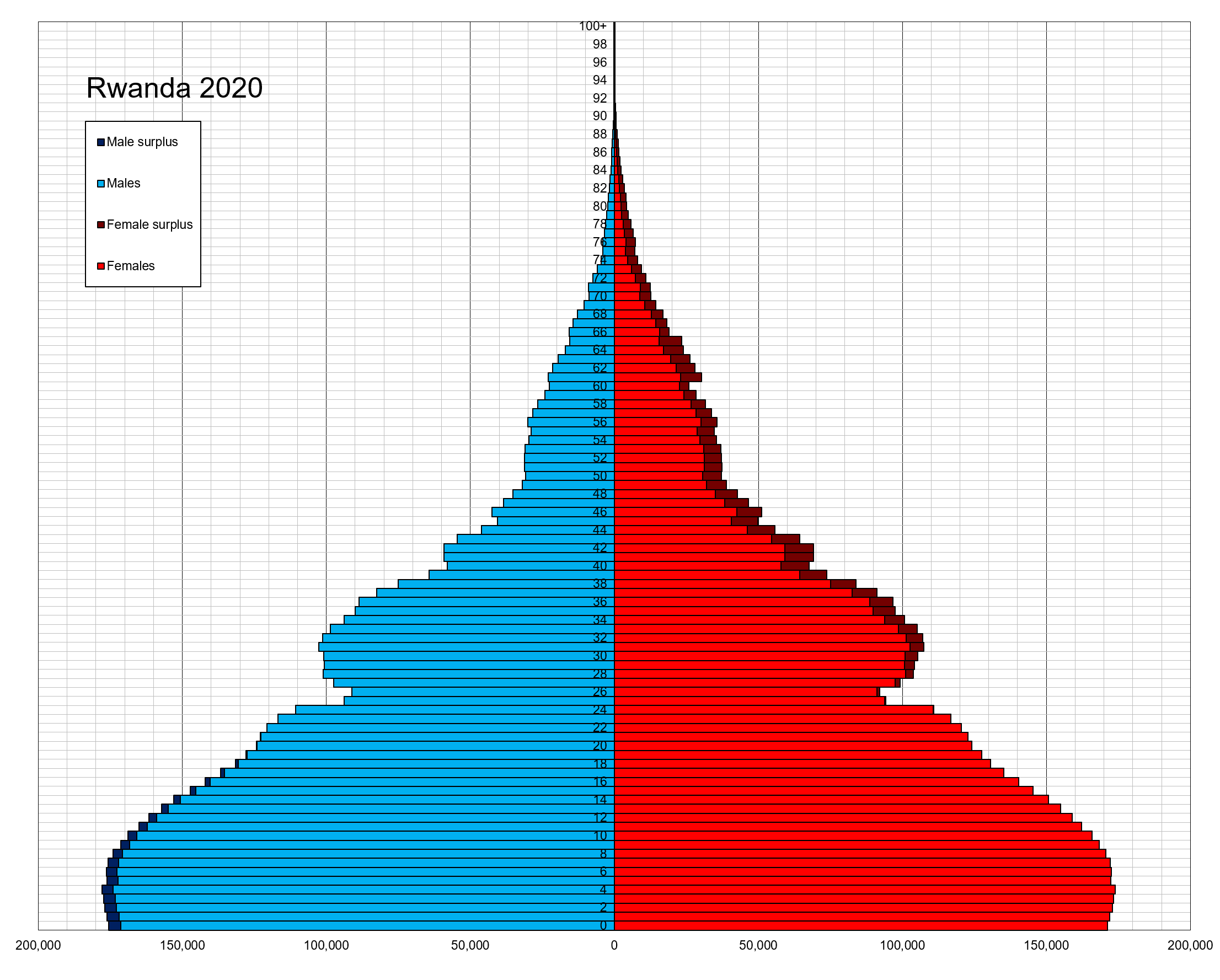
Über 40 % der Bevölkerung sind unter 15 Jahre alt

Ruanda hatte 2023 14,1 Millionen Einwohner. Das jährliche Bevölkerungswachstum betrug + 2,3 %. Zum Bevölkerungswachstum trug ein Geburtenüberschuss (Geburtenziffer: 29,5 pro 1000 Einwohner vs. Sterbeziffer: 5,8 pro 1000 Einwohner) bei. Die Anzahl der Geburten pro Frau lag 2022 statistisch bei 3,7, die der Region Ost- und Süd-Afrika betrug 4,3. Die Verfügbarkeit und Nutzung moderner Verhütungsmittel ist in Ruanda in den letzten Jahren enorm gestiegen. 1990 griffen nur zehn Prozent der Frauen auf Verhütungsmittel zurück, 2012 waren es bereits 45 Prozent, 2020 schließlich 66 Prozent. Vor allem in den Städten geht die Fruchtbarkeitsrate zurück, hier bekommen Frauen im Durchschnitt nur noch zwischen 3 und 4 Kinder. Die Lebenserwartung der Einwohner Ruandas ab der Geburt lag 2022 bei 67,1 Jahren. Der Median des Alters der Bevölkerung lag im Jahr 2021 bei 19 Jahren. Im Jahr 2023 waren 38,1 Prozent der Bevölkerung unter 15 Jahre, während der Anteil der über 64-Jährigen 3,3 Prozent der Bevölkerung betrug.
Mit durchschnittlich 432 Einwohnern pro Quadratkilometer ist Ruanda das am dichtesten bevölkerte Land Afrikas. Der hohe Bevölkerungsdruck ist Ruandas Hauptstrukturproblem, da das Land kaum über Industrie und keine nennenswerten Ressourcen verfügt. Belastet wird das Land auch durch die hohe Zahl von Flüchtlingen, die vor allem aus der Demokratischen Republik Kongo nach Ruanda kommen. Im Jahre 2017 waren 3,6 % der Bevölkerung im Ausland geboren. Das Bevölkerungswachstum beträgt rund 2,1 % jährlich.
| Jahr | Bevölkerung | Jahr | Bevölkerung |
| ---- | ----------- | ---- | ----------- |
| 1950 | 2.186.000   | 1990 | 7.236.000   |
| 1955 | 2.526.000   | 1995 | 5.928.000   |
| 1960 | 2.933.000   | 2000 | 8.026.000   |
| 1965 | 3.233.000   | 2005 | 8.992.000   |
| 1970 | 3.755.000   | 2010 | 10.247.000  |
| 1975 | 4.359.000   | 2017 | 12.208.000  |
| 1980 | 5.141.000   | 2030 | 16.024.000  |
| 1985 | 6.120.000   | 2050 | 21.886.000  |

Bevölkerungsentwicklung, Fertilitäts- und Nettoreproduktionsraten von 1950 bis 2021; Prognose der Bevölkerungsentwicklung bis 2032; Schätzung der Vereinten Nationen 2022
Blaue Kurve (linke y-Achse): Gesamtbevölkerung jeweils zum 1. Juli in Tausend
Blaue gepunktete Kurve (linke y-Achse): Gesamtbevölkerung jeweils zum 1. Juli in Tausend, „Mittlere Prognose“ („Medium variant“)
Rote Kurve (rechte y-Achse): Gesamtfruchtbarkeitsrate (Lebendgeburten pro Frau)
Gelbe Kurve (rechte y-Achse): Nettoreproduktionsrate (überlebende Töchter pro Frau)

Bis 2050 könnte Ruanda ein wesentlicher Brennpunkt der afrikanischen Klimamigration mit umfassenden demografischen Umwälzungen werden. So wird erwartet, dass etwa 3 Millionen Menschen die heutigen Weidegebiete des Landes aufgrund des Verlusts bewirtschaftbarer Flächen verlassen werden. Das Land erwartet damit den größten klima- und ressourcenbedingten Bevölkerungsrückgang Ostafrikas. Zeitgleich werde die ohnehin von hoher Migration betroffene Grenzregion zur Demokratischen Republik Kongo zu einer frequentiertesten Durchgangzonen für Klimaflüchtlinge des Kontinents.

### Bevölkerungsstruktur

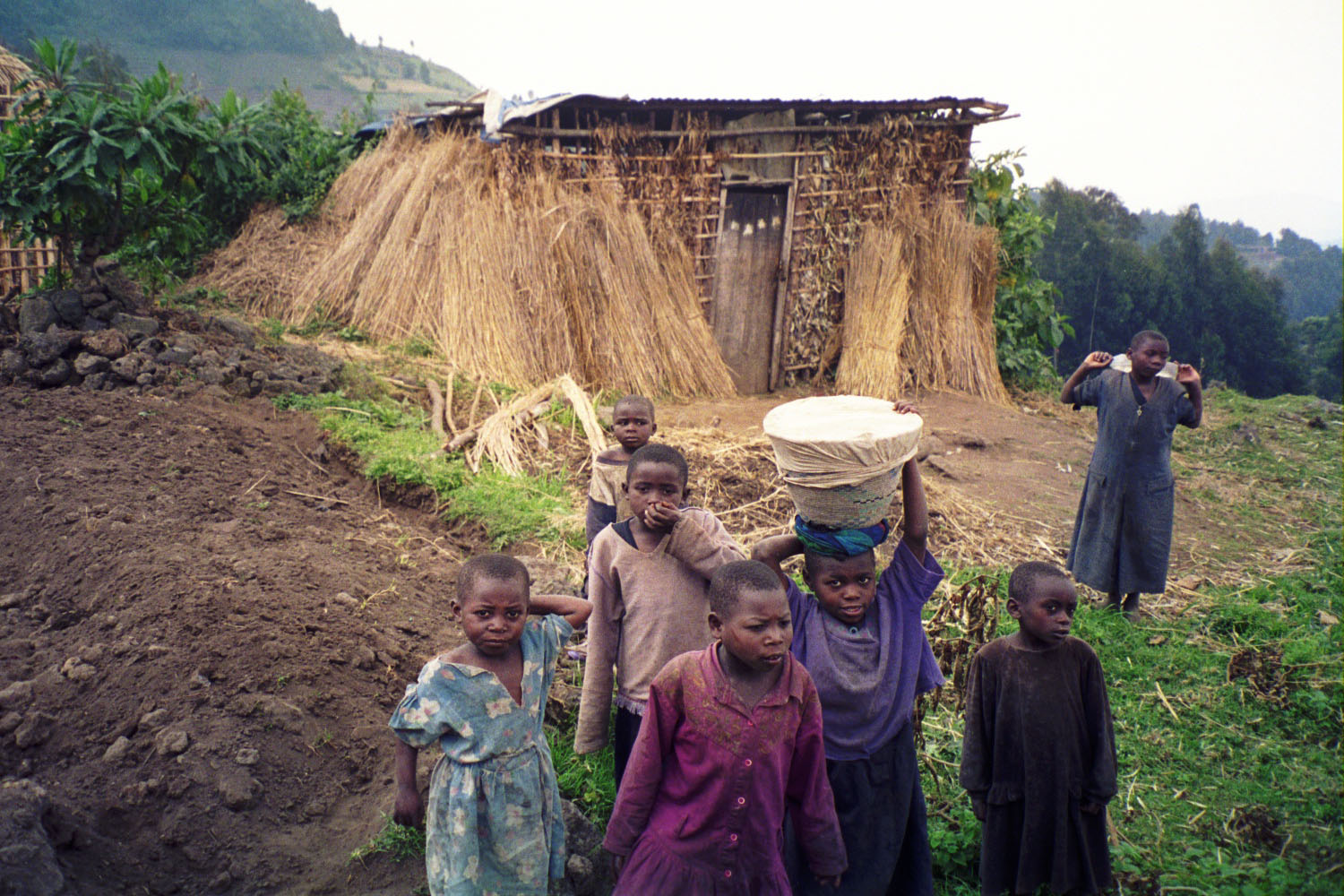
Kinder am Weg zum Vulkan-Nationalpark im Nordwesten

In Ruanda lebt eine Bevölkerung mit einer gemeinsamen Sprache und Kultur, genannt Banjaruanda. Die Kolonialmächte, zunächst Deutsche, dann Belgier, beschlossen, durch indirekte Herrschaft zu regieren, und wollten keinen eigenen Verwaltungsapparat aufbauen. Sie unterstützten zunächst die herrschenden Eliten der Tutsi und versuchten, sie für ihre Zwecke zu nutzen. Die Kolonialmächte definierten die gesellschaftlichen Kategorien von „Hutu“, „Tutsi“ und „Twa“ als „Stämme“, unterschieden nach rassischen Kriterien bezüglich des Äußeren und des angeblichen Charakters sowie nach der Wirtschaftsbasis (Tutsi = Rinderzüchter; Hutu = Bauern; Twa = Jäger/Sammler, Töpfer). Europäische Forscher (Rassentheoretiker) hatten zum Ende des 19. Jahrhunderts im Geiste der „Rassenkunde“ die „hamitische Hypothese“ entwickelt und eine vielfältig durchmischte afrikanische Gesellschaft, deren Volksgruppen die Sprache, Sitten und Traditionen teilten, in „Stämme“ sortiert: Hier die Minorität der angeblich aus dem Niltal eingewanderten Tutsi, eine hochwüchsige, hellhäutige, blaublütige, hamitische Rasse, dort die autochthone Mehrheit der untersetzten, negroiden, servilen, bäuerlichen Hutu aus der Bantufamilie. Die Hamiten seien die Träger der kulturellen Entwicklung Afrikas gewesen und seien überhaupt eine überlegene „Herrenrasse“, so die Hamitentheorie von John Hanning Speke. Diese „Ethnien“ oder „Rassen“ gehören zu einem Geschichtsmythos, der zu einem wichtigen ideologischen Instrument der Kolonialpolitik wurde. Tutsi, gleichsam zu „schwarzen Weißen“ geadelt, wurden im kolonialen Herrschaftssystem privilegiert; sie übernahmen bereitwillig eine Theorie, die ihre Überlegenheit historisch „bewies“.
Nach modernen genetischen Analysen bestehen zwar statistisch signifikante Unterschiede bei genetischen Markern auch zwischen Tutsi und Hutu, die Unterschiede sind aber nicht groß. Die Ergebnisse belegen eine sehr nahe Verwandtschaft zwischen Tutsi und Hutu (auch relativ zu benachbarten Bevölkerungsgruppen), so dass von einer spezifischen Wanderung nur der Tutsi nicht auszugehen ist.
1934/35 wurde von der belgischen Kolonialmacht eine Volkszählung durchgeführt. Die Zugehörigkeit zu Tutsi oder Hutu wurde u. a. anhand der Anzahl der Rinder definiert, die jemand besaß. Alle Familien mit mehr als zehn Rindern waren Tutsi, alle mit weniger waren Hutu. Wer kein Rind hatte, wurde als Twa eingestuft. Die Kolonialmächte verhandelten zunächst bevorzugt mit den reicheren Tutsi, zu denen das Königshaus und die traditionellen Eliten gehörten. Im Jahre 1939 schrieben die belgischen Kolonialisten den Vermerk der ethnischen Zugehörigkeit im Personalausweis vor. Der postulierte Unterschied – der Völkerkundler Claude Meillassoux spricht von „imaginärer Ethnographie“ – wurde gleichsam zum Naturzustand und vergiftete als tribalistisches Stereotyp die Vorstellungswelt der Ruander.
Die Tutsi erhielten zunächst alleinigen Zugang zu den Kolonialschulen mit dem Ziel, dadurch der Kolonialverwaltung zu dienen. Durch die Kolonialpolitik wurde die Bevölkerung zu Abgaben und Zwangsarbeit verpflichtet, für deren Eintreibung Tutsi zuständig waren. All dies führte zu Unzufriedenheit und Neid. Außerdem kam es zu zunehmenden Problemen, weil Tutsi eigene Gedanken äußerten und nicht alle Vorgaben der (belgischen) Kolonialmacht umsetzen wollten. So setzten die belgische Kolonialverwaltung und die katholische Mission zunehmend auf „divide et impera“ und begannen die Hutu politisch zu fördern. Als die Hutu 1959 die Macht übernahmen, pervertierten sie die ethnische Segregation zu einer Art „schwarzen Apartheid“. Sie nahmen das rassistische Gedankengut der Europäer an und begannen, die Tutsi als später eingewanderte Fremde in Ruanda zu behandeln.
Vor den ersten Massakern, Vertreibungen und der ersten Fluchtwelle von Tutsi im Jahre 1959 wurde deren Anteil auf 12–13 % geschätzt. Dieser Anteil soll bis zum Völkermord durch weitere Fluchtwellen und Vertreibungen auf etwa 9–10 % abgenommen haben. Auch der Anteil der Twa scheint seit den 1930er Jahren stetig gesunken zu sein. Es gab und gibt einen nicht zu vernachlässigenden Anteil von Menschen mit schwankender oder gemischter ethnischer Identität, obwohl die Ethnizität amtlich registriert war.
Der Völkermord brachte für mindestens drei Viertel, vielleicht auch über 90 % der in Ruanda ansässigen Tutsi den Tod. Durch die kurz danach einsetzende Rückwanderung einer großen Zahl von Exil-Tutsi machen die Tutsi wieder wesentlich mehr als die zu erwartenden 1–3 % der Bevölkerung aus. Neuere Zahlen zur Ethnizität sind kaum erhältlich. Die „Hamitentheorie“ erfreut sich bis heute großer Beliebtheit, liefert sie doch ein simples Erklärungsmodell für den Genozid.

### Sprachen
Muttersprache nahezu aller Ruander ist die Bantusprache Kinyarwanda. 88 % der Einwohner beherrschen ausschließlich diese Sprache. Weitere offizielle Amtssprachen sind Französisch (seit der belgischen Kolonialzeit) und seit 1994 Englisch, das vor allem von aus Tansania und Uganda rückkehrenden Langzeitflüchtlingen eingeführt wurde. In den Handelszentren wird auch das ebenfalls zu den Bantusprachen gehörende Swahili gesprochen, das in Ruanda nur als Fremdsprache erlernt wird.
Aufgrund der für Bantusprachen typischen Flexion am Wortanfang entstehen vielfältige Schreibweisen. Die Wörter Hutu und Tutsi zum Beispiel gibt es als solche im Kinyarwanda nicht. In der grammatischen Normalform wird ein ba (wa) vorangestellt, also bahutu bzw. batutsi (= watussi). Noch genauer genommen kommt dazu noch der Artikel, und es wird von umuhutu (Mehrzahl: abahutu) bzw. umututsi (abatutsi) gesprochen. Da sich aber die Vorsilben je nach grammatischer Verwendung verändern, werden in Kinyarwanda-Wörterbüchern die Wörter nach dem Wortstamm sortiert.
Im Oktober 2008 erklärte die Regierung, dass in den kommenden Jahren der Schwerpunkt im ruandischen Bildungswesen von Französisch auf Englisch verlagert werden solle. 2009 wurde dies umgesetzt. Schulprüfungen und Unterricht finden beispielsweise in englischer Sprache statt. Damit wird angestrebt, das Land politisch und wirtschaftlich enger an Ostafrika zu binden.
Im Frühjahr 2017 beschloss die Abgeordnetenkammer, Swahili als Teil der fortwährenden Integration in die Ostafrikanische Gemeinschaft als weitere Amtssprache einzuführen.

### Religion
Der einheimische Ahnen- und Ryangombe-Kult tritt zwar öffentlich nicht in Erscheinung, wird jedoch neben den später eingeführten Religionen von einem beträchtlichen Teil der Bevölkerung weiterhin praktiziert. Es handelt sich dabei ebenfalls um eine monotheistische Religion mit einem Schöpfergott (Imana) und einer großen Persönlichkeit (Ryangombe), der ein Mittler und irdischer Repräsentant Gottes war. Wegen dieser Parallelen zur Lehre von Jesus Christus und der Dreieinigkeit waren die Ruander während der deutschen Kolonialzeit vergleichsweise leicht für den christlichen Glauben zu gewinnen. Im Norden des Landes – wie auch in Uganda und der Demokratischen Republik Kongo – gibt es noch den Nyabingi-Kult, in dessen Mittelpunkt eine Frau steht.
Schon seit der deutschen, vor allem aber seit der belgischen Kolonisation nach dem Ersten Weltkrieg wurde das Land christlich missioniert, was zu einer Dominanz der Römisch-katholischen Kirche führte, der kurz vor dem Völkermord etwa zwei Drittel der Bevölkerung angehörten, gegenwärtig bis zu 55 %. Charismatische Gruppen und viele neue Kirchen, unter anderem Wiedergeborene Christen und Erweckungskirchen, breiteten sich nach dem Völkermord im Land aus. Protestanten (auch Adventisten), gegenwärtig bis zu 38 %, sind durch zahlreiche verschiedene Kirchen vertreten.
Erste Muslime kamen mit arabisch-sansibarischen Elfenbein- und Sklavenhändlern Ende des 19. Jahrhunderts ins Land, doch erst mit der deutschen Kolonialmacht ließen sich ostafrikanische Muslime nieder. Zum Islam bekennen sich mindestens 5 % der Ruander. Andere Quellen, die bis zu 12 % Muslime und mehr angeben, sind möglicherweise überhöht, aber auf einen verstärkten Zulauf zum Islam seit dem Bürgerkrieg zurückzuführen. Nach dem Zensus von 2022 sind zwei Prozent der Bevölkerung Muslime.

### Bildung

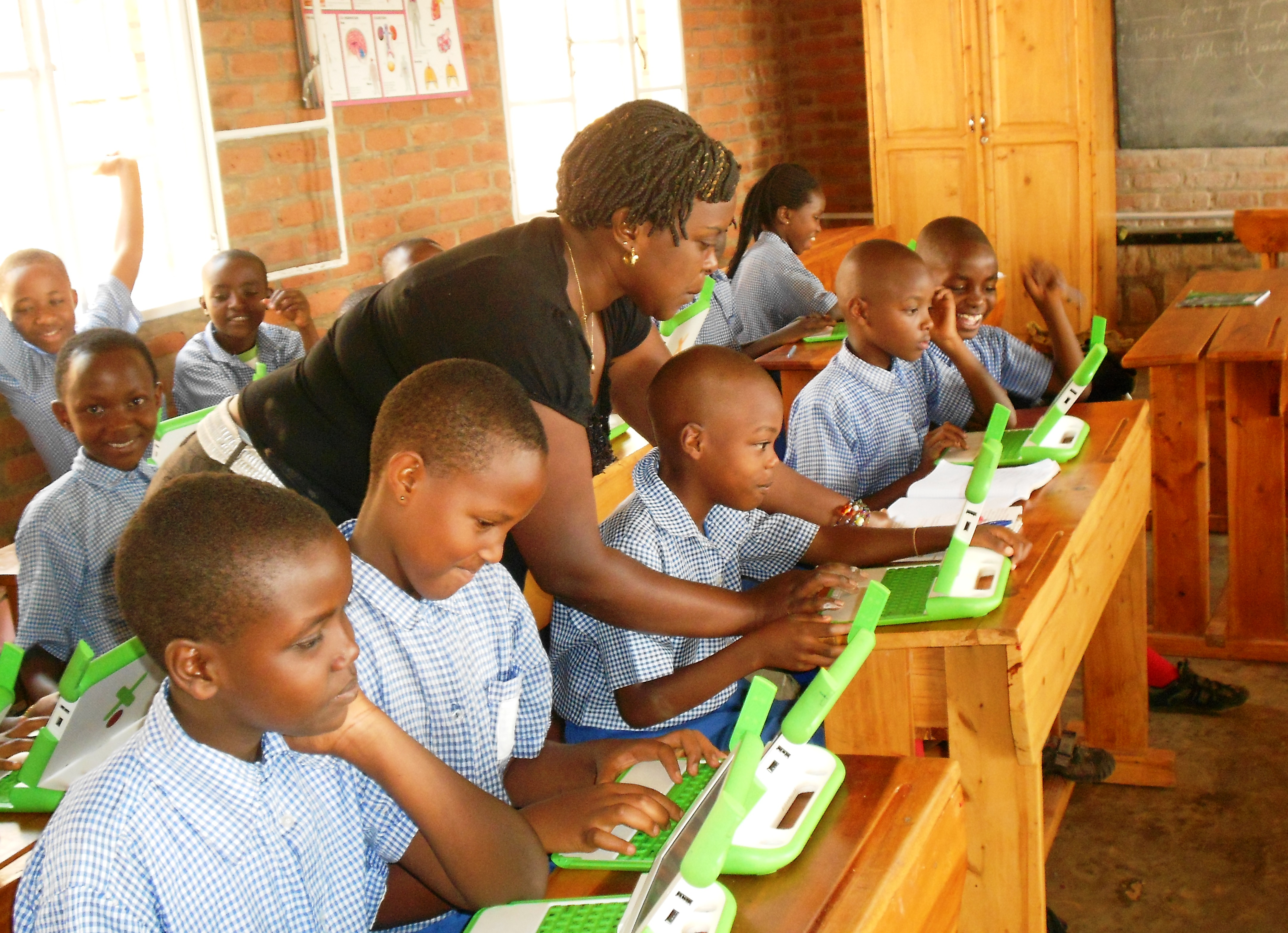
Einsatz von OLPC-Laptops in einer Grundschule. Die Computeranwendung wird von der Regierung gefördert.

Öffentliche Bildungsausgaben betrugen 4,1 % des Bruttoinlandsproduktes im Jahr 2008. 70 % der erwachsenen Bevölkerung kann lesen und schreiben, wobei der Anteil an Analphabeten bei den Frauen höher liegt. Öffentliche Grundschulen sind gebührenfrei geworden. 86,4 % aller Jungen und 88,5 % aller Mädchen besuchen die Grundschule (Stand 2012). In Ruanda stieg die mittlere Schulbesuchsdauer der Personen über 25 von 1,8 Jahren im Jahr 1990 auf 3,8 Jahre im Jahr 2015 an. Die aktuelle Bildungserwartung beträgt bereits 10,8 Jahre. Für die sechs Jahre dauernde Grundschule besteht Schulpflicht. Daran anschließend besteht die Möglichkeit eines Besuches der drei Jahre dauernden Sekundarschule, die entweder zum Besuch einer Universität berechtigt oder eher berufsbildenden Charakter hat. Kinyarwanda, Französisch und Englisch werden allgemein gelehrt. Ruanda hat mehrere Universitäten; die größte ist die Université nationale du Rwanda, welche 2013 mit weiteren Bildungseinrichtungen zur neuen englischsprachigen University of Rwanda zusammengelegt wurde.

### Gesundheit

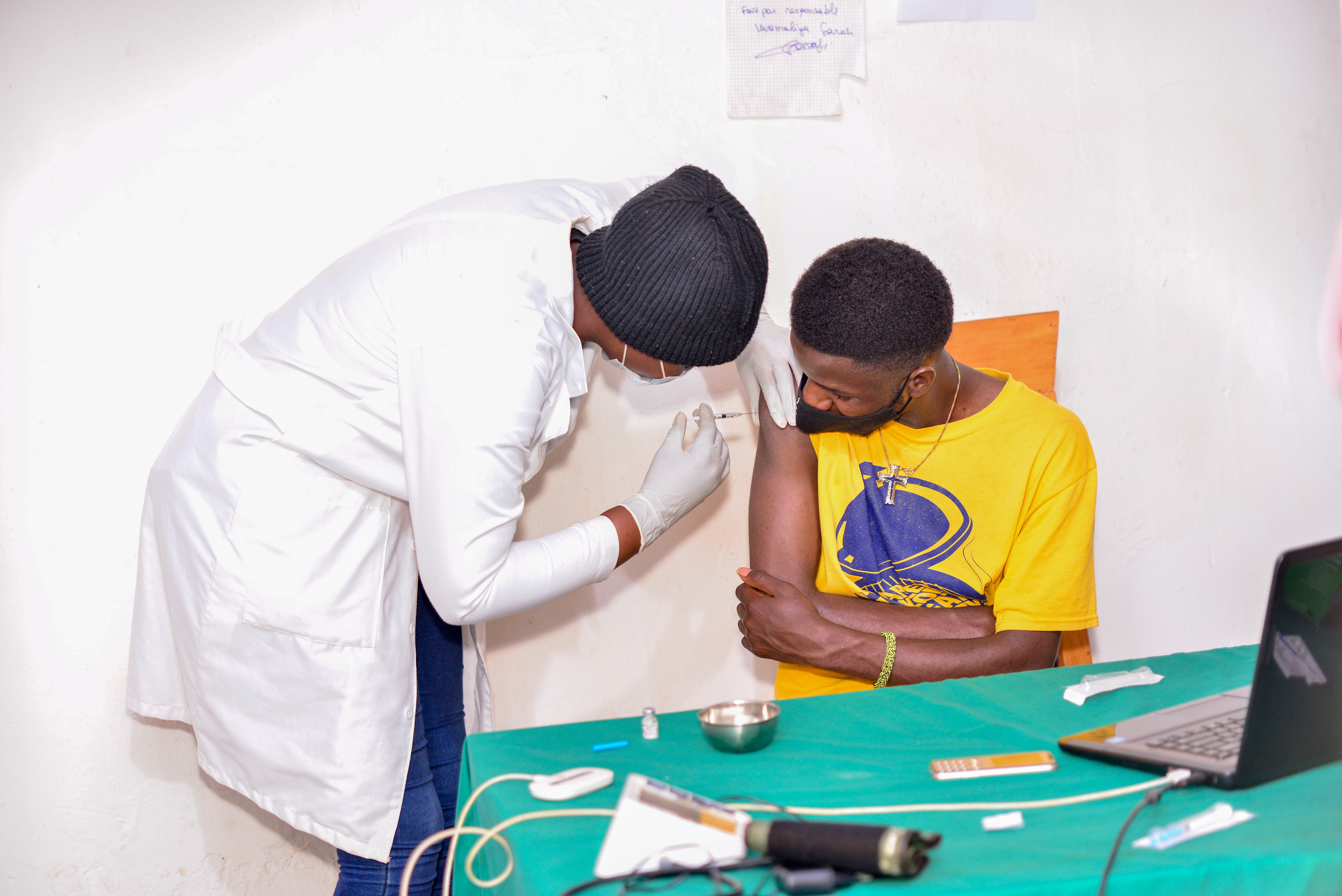
Ein junger Mann erhält einen COVID-19-Impfstoff (Kigali, 2021)

Die Gesundheitsausgaben des Landes betrugen im Jahr 2021 7,3 % des Bruttoinlandsprodukts. Im Jahr 2017 praktizierten in Ruanda 1,3 Ärztinnen und Ärzte je 10.000 Einwohner. Die Sterblichkeit bei unter 5-jährigen betrug 2022 38,0 pro 1000 Lebendgeburten. Der Anteil der gesetzlich krankenversicherten Bevölkerung hat sich den letzten Jahren stark vergrößert und liegt bei 91 % (Stand 2010). Der Preis der Krankenversicherung beträgt etwa 1,50 Euro pro Person pro Jahr.
Eines der größten Krankenhäuser in Ruanda ist das King Faisal Hospital im Norden von Kigali. Nach der COVID-19-Pandemie, in der zunächst nur wenige Impfstoffe nach Afrika gingen, begann das Unternehmen Biontech mit dem Bau eines Produktionszentrums für die Herstellung von mRNA-Impfstoffen in Ruanda. Das Werk in Kigali wurde am 18. Dezember 2023 eingeweiht. Die HIV-Prävalenz an der Gesamtbevölkerung wird mit 2,9 % angegeben; sie ist in den sexuell aktiven Bevölkerungsteilen jedoch höher.
Die Lebenserwartung der Einwohner Ruandas ab der Geburt lag 2022 bei 67,1 Jahren (Frauen: 69,2, Männer: 64,8). Die Lebenserwartung stieg von 47,1 Jahren im Jahr 2000 bis 2022 um 42 %.
| Zeitraum  | Lebenserwartung in Jahren | Zeitraum  | Lebenserwartung in Jahren |
| --------- | ------------------------- | --------- | ------------------------- |
| 1950–1955 | 40,2                      | 1985–1990 | 48,7                      |
| 1955–1960 | 41,5                      | 1990–1995 | 23,7                      |
| 1960–1965 | 43,0                      | 1995–2000 | 45,1                      |
| 1965–1970 | 44,5                      | 2000–2005 | 50,4                      |
| 1970–1975 | 44,6                      | 2005–2010 | 60,0                      |
| 1975–1980 | 45,8                      | 2010–2015 | 65,8                      |
| 1980–1985 | 49,8                      | 2015–2020 | 68,4                      |

## Landesname
Der Name Rwanda leitet sich vom altruandischen Wortstamm anda (vergrößern, ausdehnen) des Verbes kwanda ab. Die Vorsilbe ku- charakterisiert das Verb, wird aber in Ländernamen von den Vorsilben bu oder ru sowie den Artikel u- ersetzt. Beispiele sind:
- uRwanda (Ruanda, „das wachsende Land“); Vorsilbe ru + Wortstamm anda („wachsen“)
- uBudage (Deutschland); Vorsilbe bu + Wortstamm dage (von deutsch)
- uBufaransa (Frankreich); Vorsilbe bu + Wortstamm faransa (von France)

Die Nationalitätszugehörigkeit heißt auf Deutsch ruandisch, Ruander(in), auch: ruandesisch, Ruandese, Ruandesin; Französisch: Rwandais(e); Englisch: Rwandan oder Rwandese.

## Geschichte

### Monarchie und Kolonialzeit

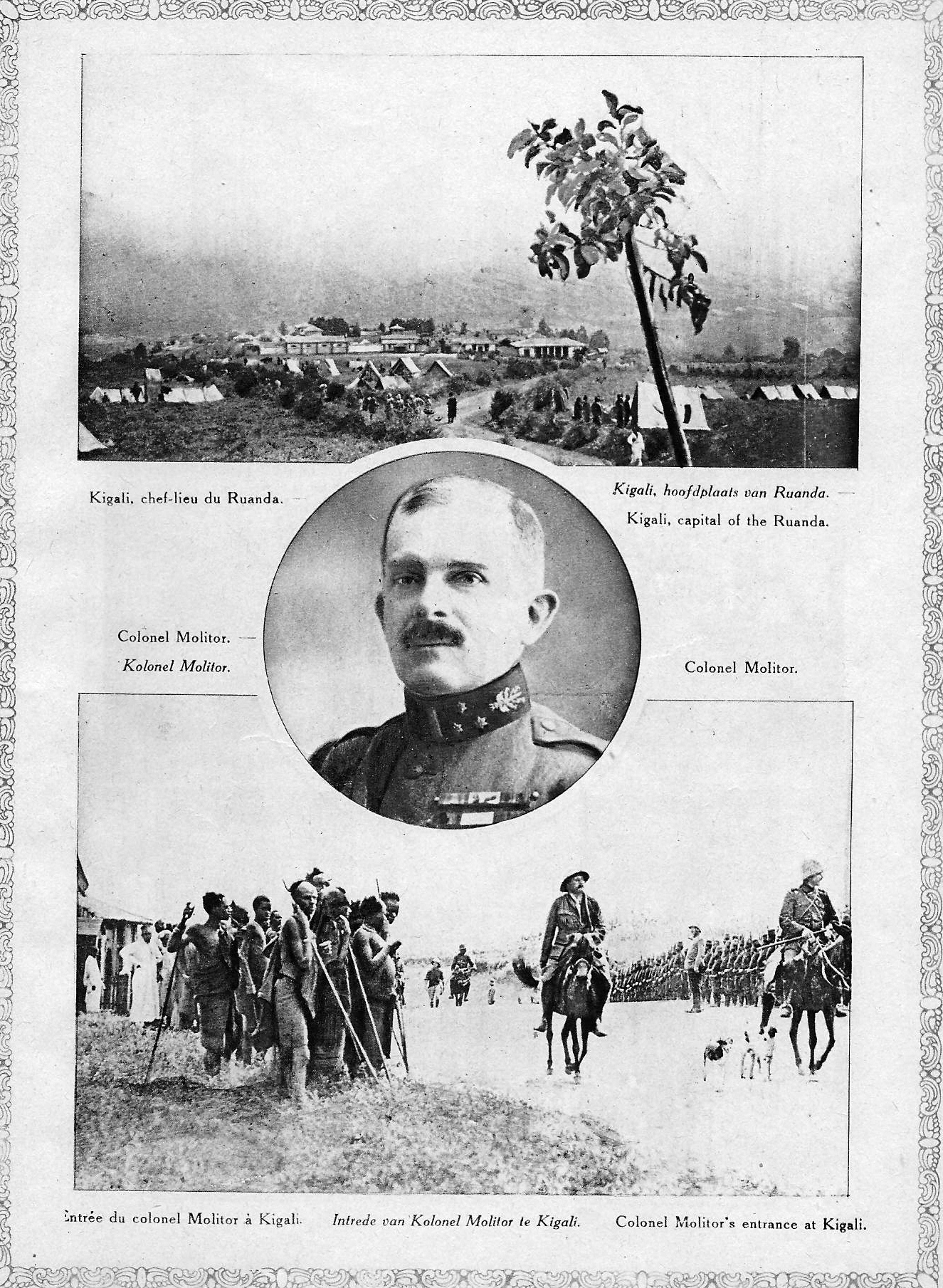
Besuch der belgischen Truppen in Kigali, 1916

Ruanda hat eine jahrhundertealte Geschichte als Monarchie. Am Ende des 19. Jahrhunderts wurde es, im Rahmen der Aufteilung Afrikas unter den europäischen Großmächten, Deutschland zugeschlagen und der Kolonie Deutsch-Ostafrika unterstellt. Die Deutschen beschränkten sich auf die indirekte Herrschaft in Gestalt einer Residentur. Der deutsche Resident stand ähnlich wie in britischen Protektoraten den einheimischen Herrschern kontrollierend und beratend gegenüber. Parallel begann die Missionierung, bei der sich die Katholiken durchsetzten. Im Ersten Weltkrieg wurde das Land ausgehend von Belgisch-Kongo von belgischen Streitkräften besetzt und vom Völkerbund Belgien als Teil des Mandatsgebietes Ruanda-Urundi zugesprochen. Mit der Unabhängigkeit traten die alten Gebiete von Ruanda und Burundi ihren eigenen Weg getrennt voneinander als eigenständige Staaten an.
Für die Kommunalwahlen von 1960 erhielten Frauen das aktive Wahlrecht. Im Legislative Decree of Rwanda – Urundi (L.D.R.U.) N° 02/269, erlassen am 17. August 1961 von der belgischen Verwaltung des UN-Mandatsgebiets, wurde Frauen das allgemeine Wahlrecht auf nationaler Ebene zugestanden und in den Wahlen zur Gesetzgebenden Versammlung vom 25. September 1961 erstmals ausgeübt. Das allgemeine Wahlrecht für alle Erwachsenen wurde bei der Unabhängigkeit 1962 bestätigt. 1961 erhielten Frauen das Recht, in alle Ämter mit Ausnahme des Präsidentenamtes gewählt zu werden. Das passive Wahlrecht für dieses Amt wurde ihnen erst 1978 in der neuen Verfassung zugestanden.
In der neueren Geschichte waren neben der Kolonisation, die das Land erst kurz vor 1900 erreichte, die Unabhängigkeit im Jahre 1962 und der Völkermord von 1994 die wichtigsten Ereignisse.

### Seit der Unabhängigkeitserklärung
Nach der Unabhängigkeit am 1. Juli 1962 folgten zunächst von 1962 bis 1973 eine erste und dann von Juli 1973 bis 1994 eine zweite Republik. Vor allem die erste Republik war von Massakern an Tutsi sowie von Vertreibungen und deren Fluchtbewegungen begleitet. Eine große Anzahl von Tutsi war danach an der Rückkehr nach Ruanda gehindert und lebte jahrzehntelang in den Nachbarländern Uganda, Burundi, Tansania und Zaire (der heutigen Demokratischen Republik Kongo), zum Teil auch in Kenia.
Am 1. Oktober 1990 griff die Ruandische Patriotische Front (RPF), in der Exil-Ruander aus Uganda stark vertreten waren, das Land an, um militärisch die Rückkehr von Flüchtlingen zu erzwingen. Sie besetzte Teile des Nordens des Landes (um Byumba und Mutara). International vermittelte Verhandlungen führten zunächst zu einem Waffenstillstand im Juli 1992. Eine Folge war die Bildung der UNAMIR-Truppe. Nach dem Friedensvertrag von Arusha kam es im Januar 1993 aber mehr oder weniger zu einer politischen Blockade der Umsetzung der Vereinbarungen des Friedensvertrags. Radikale Kräfte waren nicht zur Kooperation mit dem Gegner in Übergangsstrukturen von Regierung, Parlament und Armee bereit.

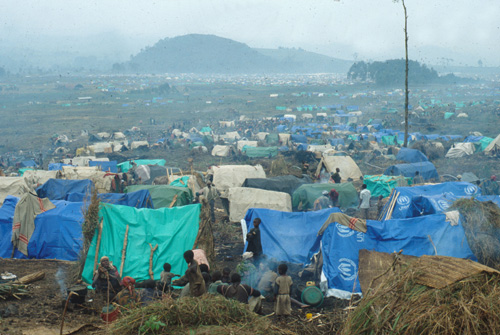
Flüchtlingslager im damaligen Zaire als Folge des Genozids 1994

Am 6. April 1994 wurde das Flugzeug des damaligen Staatspräsidenten Juvénal Habyarimana beim Landeanflug auf die Hauptstadt Kigali abgeschossen. Habyarimana und der Präsident Burundis, Cyprien Ntaryamira, starben bei diesem Anschlag. Vom 7. April bis Juni 1994 kam es daraufhin zum Völkermord an den Tutsi in Ruanda, verbunden auch mit der Liquidation von dissidenten Hutu. Die RPF nahm die Kampfhandlungen gegen das den Völkermord organisierende Regime wieder auf. Sie eroberte bis Juli den Norden, Osten und Südosten sowie die Hauptstadt, danach auch den zentralen und nördlichen Westen des Landes. Französische Truppen, von Ostkongo aus kommend, besetzten vorübergehend den Südwesten des Landes. Am 19. Juli 1994 wurde Pasteur Bizimungu zum Präsidenten ernannt. Es folgte eine Übergangsphase mit am Arusha-Vertrag angelehnten Übergangsregierungen, die bis 2003 dauerte. Seit 2003 hat Ruanda eine neue Verfassung, ein gewähltes Parlament und einen gewählten Staatspräsidenten.
1998 begann in der Demokratischen Republik Kongo (ehemals Belgisch-Kongo) der Zweite Kongokrieg, an dem sich Ruanda (wie auch Uganda) beteiligte – offiziell, um dorthin geflohene Reste der Hutu-extremistischen Interahamwe-Milizen zu verfolgen, aber auch, um sich an den kongolesischen Bodenschätzen zu bereichern. 2002 wurde ein Friedensabkommen mit dem Kongo geschlossen. Präsident Joseph Kabila kündigte im Oktober 2007 die Entwaffnung der Hutu-Milizen an. Bis heute dauern im Osten des Kongo die Kämpfe zwischen verschiedenen Rebellengruppen sowie der kongolesischen Regierung an.
Anfang Januar 2009 wurde der kongolesische Milizenchef Nkunda in einem Machtkampf innerhalb der Führung der CNDP von seinem Militärchef Bosco Ntaganda gestürzt. Ntaganda unterzeichnete einen Waffenstillstand und ging gemeinsam mit kongolesischen und ruandischen Regierungstruppen gegen Nkunda vor. Am 22. Januar 2009 wurde Laurent Nkunda auf ruandischem Gebiet festgenommen.

## Politik

### Politisches System
Ruanda ist eine Verfassungsrepublik. Die heutige Verfassung wurde 2003 per Volksabstimmung verabschiedet. Der Präsident wird in allgemeinen Wahlen bestimmt. Das Parlament besteht aus zwei Kammern, der Abgeordnetenkammer und dem Senat. Die politischen Parteien versammeln sich im so genannten „Abstimmungsforum“ (Forum de concertation), wo Beschlüsse im Konsens gefasst werden. Politische Organisationen waren bis 2003 verboten. Dementsprechend fanden erst im August und September 2003 die ersten Nachkriegswahlen für Parlament und Präsidentenamt statt.
Die heutige Politik ist stark von den Nachwirkungen des Krieges (1990–1994) und Völkermordes (1994), den wirtschaftlichen Problemen und der Unsicherheit in der Region geprägt.
Die Justizeinrichtungen bestehen aus dem Obersten Gerichtshof (Cour Suprême), „la Haute cour de la République“, den Provinzgerichtshöfen, den Gerichtshöfen der Distrikte und Städte, sowie speziellen Einrichtungen, etwa Gacaca und Militärgerichten.
Nach dem militärischen Sieg 1994 etablierte die „Ruandische Patriotische Front“ (RPF) eine Koalitionsregierung ähnlich der bereits 1992 von Präsident Juvénal Habyarimana gebildeten. Habyarimanas Partei, die von Hutu dominierte „Nationale Bewegung für Demokratie und Entwicklung“, wurde verboten, da nach seinem Tod beim Abschuss des Präsidentenflugzeugs im April 1994 Hardliner die Macht übernommen hatten. Diese sollen maßgeblich an der Planung des unmittelbar auf seinen Tod einsetzenden Völkermordes beteiligt gewesen sein.
Im Dezember 2015 wurde ein Verfassungsreferendum angenommen, das die Beschränkung der Amtszeit des Präsidenten auf zwei Mal sieben Jahre aufhebt. Damit konnte Präsident Kagame auch nach 2017 weiterregieren (er wurde im August 2017 erneut im Amt bestätigt).
Aufgrund der wirtschaftlichen Fortschritte des Landes wird Ruanda von einigen Beobachtern als erfolgreiche „Entwicklungsautokratie angesehen“.

#### Exekutive

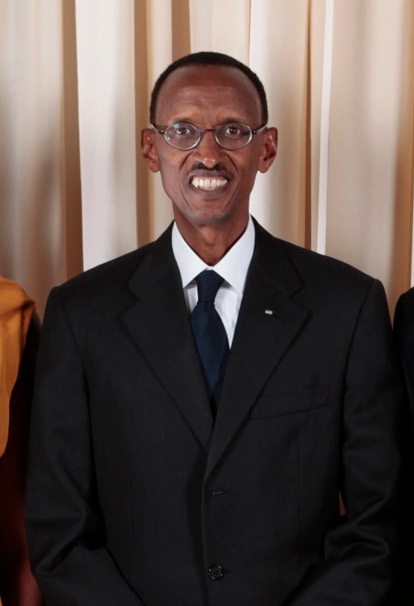
Paul Kagame, Präsident und Staatschef Ruandas

Amtierender Staatspräsident und damit Staatschef ist seit dem 22. April 2000 General Paul Kagame (RPF). Der Regierungschef und seine Minister werden vom Präsidenten eingesetzt. Das Amt des Premierministers wird seit Juli 2025 von Justin Nsengiyumva wahrgenommen.
Der Präsident wird normalerweise direkt vom Volk gewählt. Der jetzige Amtsinhaber wurde jedoch in einem Sonderverfahren am 17. April 2000 von den Abgeordneten der Nationalversammlung mit 81 von 86 möglichen Stimmen gewählt, dann 2003 jedoch in allgemeinen Wahlen gewählt. Am 9. August 2010 wurde Kagame im Amt bestätigt; die Opposition bezeichnete die Präsidentschaftswahlen allerdings als „nicht frei“. Amtierender Außenminister ist seit 12. Juni 2024 Olivier Nduhungirehe, der den ins Innenministerium wechselnden Vincent Biruta ablöste.

#### Legislative
Von 1994 bis 2003 besaß Ruanda ein Übergangsparlament mit nur einer Kammer und 70 Sitzen. Gegründet wurde es am 12. Dezember 1994 durch ein Abkommen mehrerer Parteien. Die Mitglieder wurden durch die Verträge von Arusha bestimmt. Seit den Wahlen 2003 besteht das Parlament in Ruanda aus zwei Kammern: der Chambre des Députés (Abgeordnetenkammer) mit 80 Sitzen und dem Sénat mit 26 Sitzen.
Die Sitze der Abgeordnetenkammer werden wie folgt vergeben: 53 Abgeordnete werden direkt vom Volk in geheimer Wahl gewählt; 24 Frauen werden gewählt: zwei für jede Provinz und die Stadt Kigali; zwei Mitglieder werden vom „Nationalen Jugendrat“ gewählt; ein Mitglied wird gewählt von der Behindertenvereinigung „Bund der Assoziation der Behinderten“. Das Parlament hat mit 63,8 % derzeit (2015) den höchsten Frauenanteil unter den parlamentarischen Unterhäusern weltweit.
Die Sitze im Senat setzen sich folgendermaßen zusammen: 12 Senatoren werden indirekt gewählt, einer von jeder Provinz und der Stadt Kigali; acht Senatoren werden vom Präsidenten eingesetzt; vier Senatoren werden bestimmt vom „Forum of Political organizations“; ein Senator wird gewählt aus den Reihen der Dozenten und Forscher von staatlichen Universitäten und Hochschulen und ein Senator aus den Reihen der Dozenten und Forscher von privaten Universitäten und Hochschulen.

### Politische Indizes
| Name des Index                     | Indexwert    | Weltweiter Rang | Interpretationshilfe | Jahr |
| ---------------------------------- | ------------ | --------------- | --- | ---- |
| Fragile States Index               | 81,8 von 120 | 46 von 179      | Stabilität des Landes: große Warnung 0 = sehr nachhaltig / 120 = sehr alarmierend Rang: 1 = fragilstes Land / 179 = stabilstes Land | 2024 |
| Demokratieindex                    | 3,34 von 10  | 114 von 167     | Autoritäres Regime 0 = autoritäres Regime / 10 = vollständige Demokratie                                                            | 2024 |
| Freedom in the World Index         | 23 von 100   | —               | Freiheitsstatus: unfrei 0 = unfrei / 100 = frei                                                                                     | 2024 |
| Rangliste der Pressefreiheit       | 35,8 von 100 | 146 von 180     | Sehr ernste Lage für die Pressefreiheit 100 = gute Lage / 0 = sehr ernste Lage                                                      | 2025 |
| Korruptionswahrnehmungsindex (CPI) | 57 von 100   | 43 von 181      | 0 = sehr korrupt / 100 = sehr sauber                                                                                                | 2024 |

### Außenpolitik
Ruanda ist Mitglied der Vereinten Nationen, der Afrikanischen Union, der Ostafrikanischen Gemeinschaft, Teil des Gemeinsamen Marktes für das Östliche und Südliche Afrika sowie seit 2009 Mitglied im Commonwealth of Nations. Damit ist Ruanda neben Gabun, Mosambik und Togo der einzige Mitgliedstaat des Commonwealth ohne vorhergehende koloniale Beziehungen zum Vereinigten Königreich.
Zwischen Ruanda und dem deutschen Bundesland Rheinland-Pfalz besteht seit 1982 eine Partnerschaft. 2007 wurde die Ruanda-Stiftung gegründet.

### Menschenrechte
Laut Beobachtungen von Amnesty International (AI) ist das Recht auf Meinungsäußerung in Ruanda stark eingeschränkt und die Vereinigungsfreiheit wird von der Regierung behindert. Zivilbevölkerung, aber auch Menschenrechtsverteidiger und Journalisten, werden von den Behörden kontrolliert und an ihrer Arbeit behindert. Die Gerichte erfüllen nach AI-Einschätzung keine internationalen Standards für faire Gerichtsverfahren.
Besonders die Kinder leiden unter den Nachwirkungen des Völkermordes. Nach Angaben von UNICEF wachsen 600.000 Kinder ohne oder mit nur einem Elternteil und in extremer Armut auf. Nach Schätzungen von UNICEF gibt es in Ruanda rund 28.000 so genannte Kinderhaushalte. Über 100.000 Jungen und Mädchen in diesen Familien sind ohne Eltern und schlagen sich weitgehend allein durch. In rund 80 % der Kinderhaushalte kümmern sich die ältesten Mädchen um die Versorgung ihrer jüngeren Geschwister. Viele dieser Kinder werden als billige Arbeitskräfte auf Plantagen oder in privaten Haushalten ausgebeutet und sexuell missbraucht. Oft müssen sich die Mädchen prostituieren, um den Lebensunterhalt dieser Familien zu verdienen. Dabei sind sie völlig unaufgeklärt dem hohen HIV-Ansteckungsrisiko des Landes ausgesetzt. Die Chancen der Kinder, sich eine bessere Zukunft zu erarbeiten, sind gering: 90 % der Jungen und Mädchen aus Kinderhaushalten gehen nicht zur Schule. In der Vergangenheit rekrutierte der damalige kongolesische Rebell Laurent Nkunda immer wieder Kämpfer, viele von ihnen Kindersoldaten, aus den Flüchtlingslagern in Ruanda. Nach Schätzungen von UNICEF leiden heute in Ruanda rund eine Million Kinder unter besonders schwierigen Lebensbedingungen.

### Militär

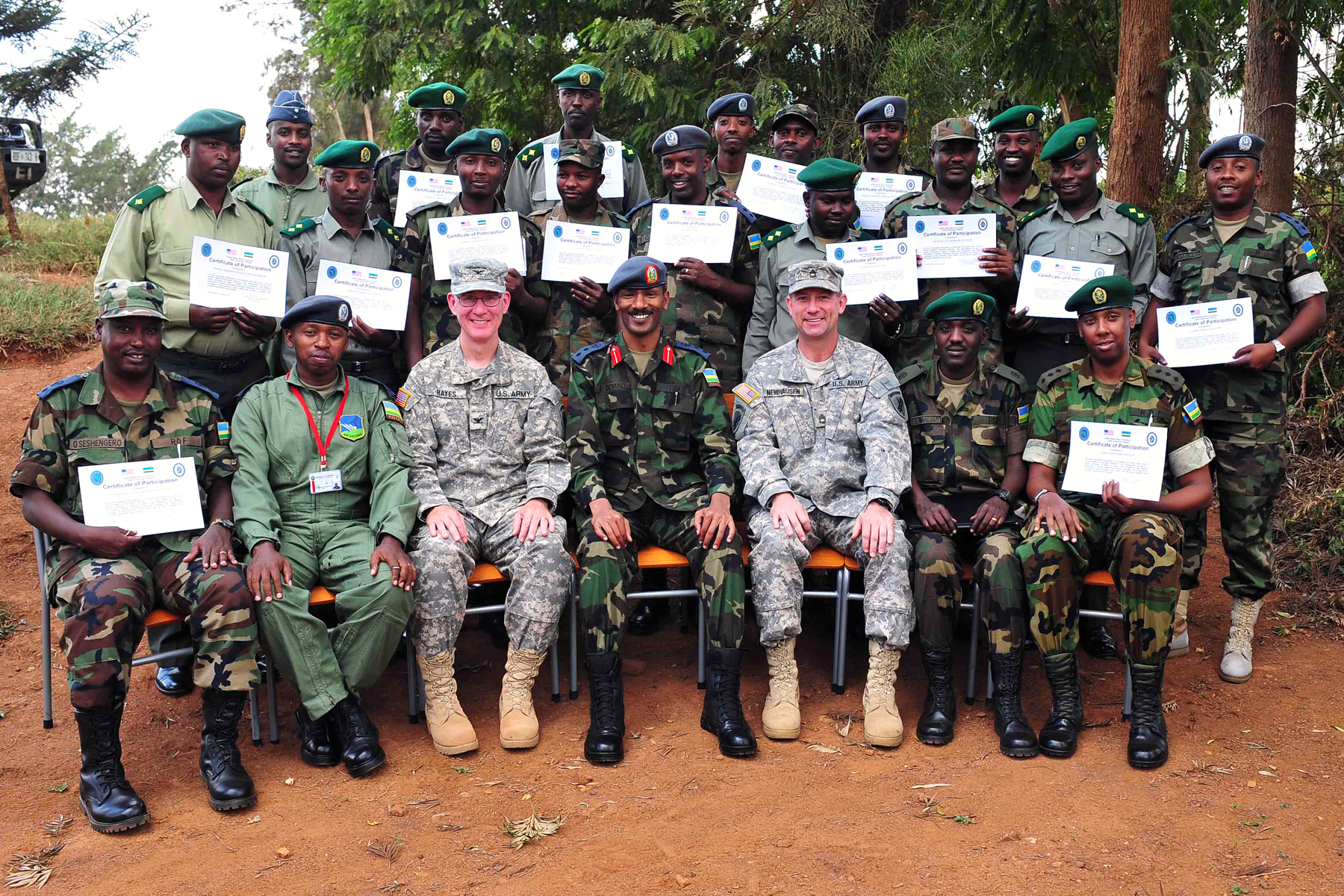
Soldaten der RDF (zusammen mit Militärausbildern der United States Army, 2011)

Die Streitkräfte Ruandas (englisch Rwanda Defence Forces RDF, französisch Forces Rwandaises de Défense) setzen sich aus dem Oberkommando der Streitkräfte, dem Generalstab, dem Heer, der Luftwaffe sowie Spezialkommandos zusammen. Minister für Verteidigung ist Albert Murasira. Ruanda gab 2020 knapp 1,2 Prozent seiner Wirtschaftsleistung oder 127 Millionen US-Dollar für seine Streitkräfte aus.
Die RDF wurde 1994 nach dem Genozid an den Tutsi neu gebildet. Die vorrückenden militärischen Einheiten der Ruandischen Patriotischen Front (RPF) gingen dabei in die offiziellen Streitkräfte Ruandas über. Die RDF umfasst nach dem Rwandan Defence Law von 2002
- das High Command Council
- den Generalstab
- die Rwanda Land Force
- die Rwanda Air Force
- Spezialeinheiten

Die Personalstärke beträgt ca. 33.000 Soldaten. Mehrere ehemalige Offiziere der RDF wurden inzwischen wegen Verbrechen während des Genozids 1994 angeklagt.

## Wirtschaft

### Entwicklung
Die Rahmenbedingungen sind ungünstig. Im Staat herrschen:
- hohe Bevölkerungsdichte
- Dominanz der Subsistenzlandwirtschaft bei Landknappheit und strapazierten natürlichen Ressourcen
- schwacher Dienstleistungs- und industrieller Sektor
- kleiner, fragmentierter und stark regulierter Markt
- mangelnde regionale Vernetzung der Märkte
- regionale Konflikte und Kriege
- große Entfernungen und hohe Kosten beim Zugang zum Weltmarkt

Der Völkermord von 1994 hat Ruandas ohnehin schon schwache wirtschaftliche Basis weiter geschädigt und die Bevölkerung, insbesondere die Frauen, nachhaltig verarmen lassen. Mitte 1994 und 1995 erhielten das Land sowie die Flüchtlingslager in den Nachbarländern zusammen Nothilfe im Wert von mehr als 307,4 Mio. US-Dollar. 1996 begann der Übergang von Nothilfe in Wiederaufbau und Entwicklungszusammenarbeit. Die USA, Belgien, Deutschland, die Niederlande, Großbritannien, Frankreich, China, die Weltbank und das UN-Entwicklungsprogramm sowie der Europäische Entwicklungsfonds sind die wichtigsten Geber.
Von 1994 bis Ende 1995 erhielt Ruanda zunächst nur wenig externe Wirtschaftshilfe. 1996 bis 1997 begann die Regierung den industriellen Sektor durch technische und finanzielle Hilfe inklusive Kreditgarantien, wirtschaftliche Liberalisierung und Privatisierung staatlicher Unternehmen wieder aufzubauen. 1998 richtete die Regierung ein Investitionszentrum ein und erließ einen neuen Investment Code, um lokale und ausländische Investoren anzuwerben.
Über 60 % der Bevölkerung leben unter der Armutsgrenze, davon wiederum 20 % sogar unter der Grenze absoluter Armut. Ruandas Fähigkeit, privates und privatwirtschaftliches Kapital anzuziehen, ist noch sehr begrenzt.
Inzwischen sind jedoch auch beachtliche Fortschritte in der Stabilisierung und Wiederbelebung der Wirtschaft auf das Niveau vor 1994 erkennbar. Das Bruttoinlandsprodukt stieg in den letzten Jahren. Die Armut hat allerdings im selben Zeitraum zugenommen. Die Nahrungsmittelproduktion stellt nur 80 % des Bedarfs, sodass es regelmäßig regional und saisonal zu Hungersnöten kommt und es Gebiete und Bevölkerungsgruppen mit chronischer Unterernährung gibt.
2000 lag die Inflation bei ca. 3,3 % und stieg 2003 auf 8,7 % sowie 2004 auf 12,6 %. Vor allem die Energie- (Strom) und Nahrungsmittelpreise stiegen 2004 und 2005 stark. 2017 lag die Inflationsrate bei ca. 5 %.
Im August 2016 betrug der Wechselkurs zum Euro in etwa 897 Ruandische Franc (RWF). Es gibt zahlreiche staatlich registrierte Wechselbüros, vor allem in der Hauptstadt. Ein Betriebswirt in der Verwaltung kann monatlich in etwa 100.000 RWF verdienen (ca. 135 Euro); ein Fahrer in der Hauptstadt etwa 5000 RWF. Eine Taxifahrt in der Hauptstadt kostet etwa 2000 RWF, ein halber Liter Milch 450 RWF, eine 33 cl Flasche Mineralwasser ca. 250 RWF.
Nur wenige Ruander haben feste, dauerhafte Arbeitsplätze mit Lohneinkommen. Die Anzahl der Arbeitskräfte wird auf ca. 6,2 Mio. geschätzt. Zahlen zu Arbeitslosigkeit liegen nicht vor und hätten in einer nach wie vor wenig marktintegrierten Wirtschaft mit einem nach wie vor großen nicht-monetären Produktionsbereich auch kaum Aussagekraft. Die CIA schätzte die Arbeitslosenquote im Jahr 2014 auf 2,7 %, allerdings sind fast alle Arbeitsplätze informeller Natur. 2012 arbeiteten ca. drei Viertel der Arbeitskräfte in der Landwirtschaft. Die größte Gewerkschaft, CESTRAR, wurde als Organ der früheren Regierung gegründet und ist durch politische Reformen 1991 unabhängig geworden.
Die Regierung hat sich der NEPAD-Initiative angeschlossen und teilt deren Ziele. Die Afrikanische Entwicklungsbank hatte von Mitte 2005 bis 2015 einen ruandischen Präsidenten, Donald Kaberuka.
Das Bruttoinlandsprodukt (BIP) für 2021 wird auf 11,1 Milliarden US-Dollar geschätzt. In Kaufkraftparität beträgt das BIP 33,1 Milliarden US-Dollar oder 2550 US-Dollar je Einwohner. Das reale Wachstum zum Vorjahr betrug 10,8 %.
Im Global Competitiveness Index, der die Wettbewerbsfähigkeit eines Landes misst, belegt Ruanda Platz 58 von 137 Ländern (Stand 2017–2018).
Der Index für wirtschaftliche Freiheit 2024 des Landes war der 135 höchste von 176 Ländern. In beiden Kategorien zählte Ruanda damit zu den besten Ländern innerhalb Afrikas.
| Jahr                                    | 2010  | 2015  | 2016  | 2017  | 2018  | 2019  | 2020   | 2021   | 2022   | 2023   |
| --------------------------------------- | ----- | ----- | ----- | ----- | ----- | ----- | ------ | ------ | ------ | ------ |
| BIP in Mrd. USD (Kaufkraftparität)      | 13,8  | 21,2  | 22,7  | 24,0  | 26,5  | 29,8  | 29,9   | 36,5   | 42,3   | 47,4   |
| BIP pro Kopf in USD (Kaufkraftparität)  | 1.377 | 1.884 | 1.968 | 2.033 | 2.195 | 2.412 | 2.357  | 2.815  | 3.190  | 3.511  |
| BIP-Wachstum (real)                     | 7,3 % | 8,9 % | 6,0 % | 3,9 % | 8,5 % | 9,4 % | −3,4 % | 10,9 % | 8,2 %  | 8,2 %  |
| Inflation (in Prozent)                  | 2,3 % | 2,5 % | 5,7 % | 4,8 % | 1,4 % | 2,4 % | 7,7 %  | 0,8 %  | 13,9 % | 14,0 % |
| Staatsverschuldung (in Prozent des BIP) | 19 %  | 32 %  | 37 %  | 41 %  | 45 %  | 50 %  | 66 %   | 67 %   | 61 %   | 64 %   |

### Sektoren

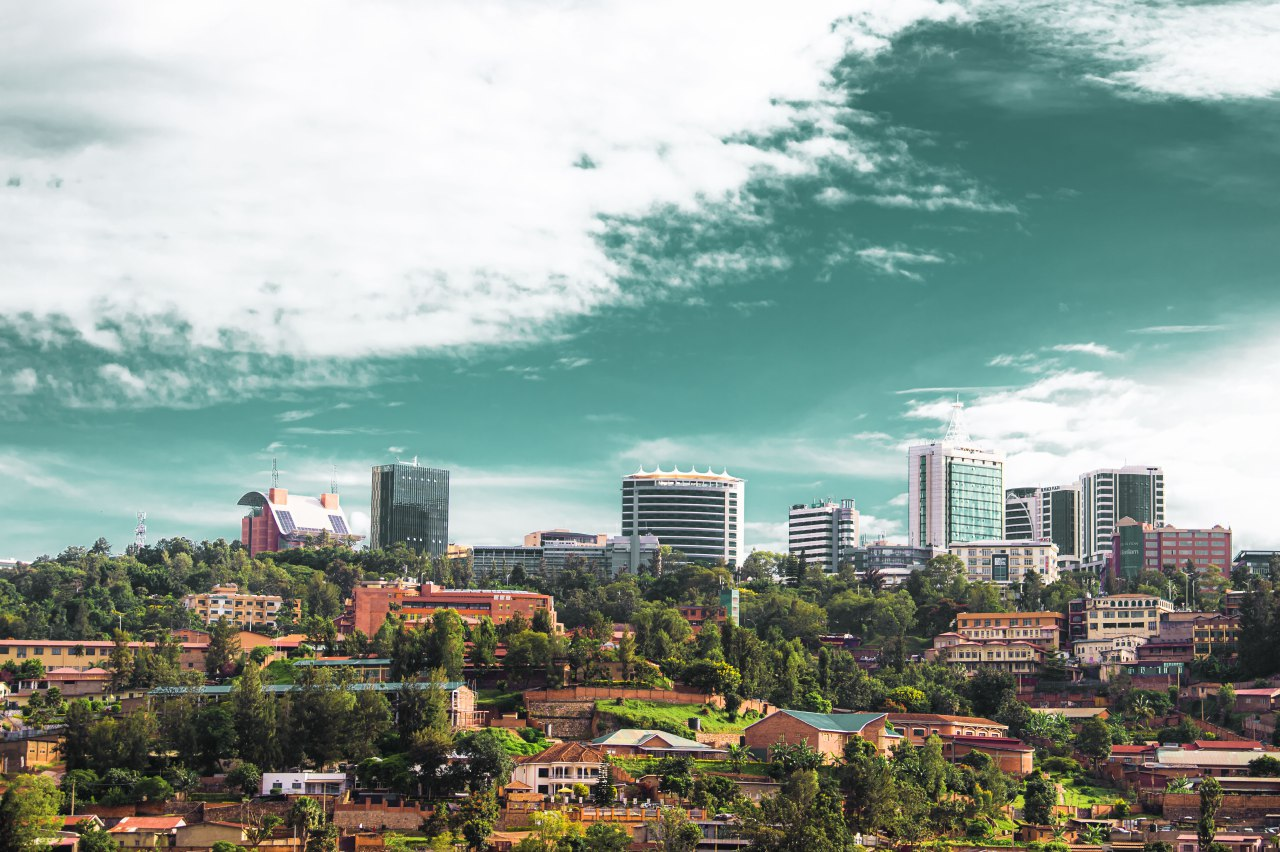
Bürohochhäuser in Kigali

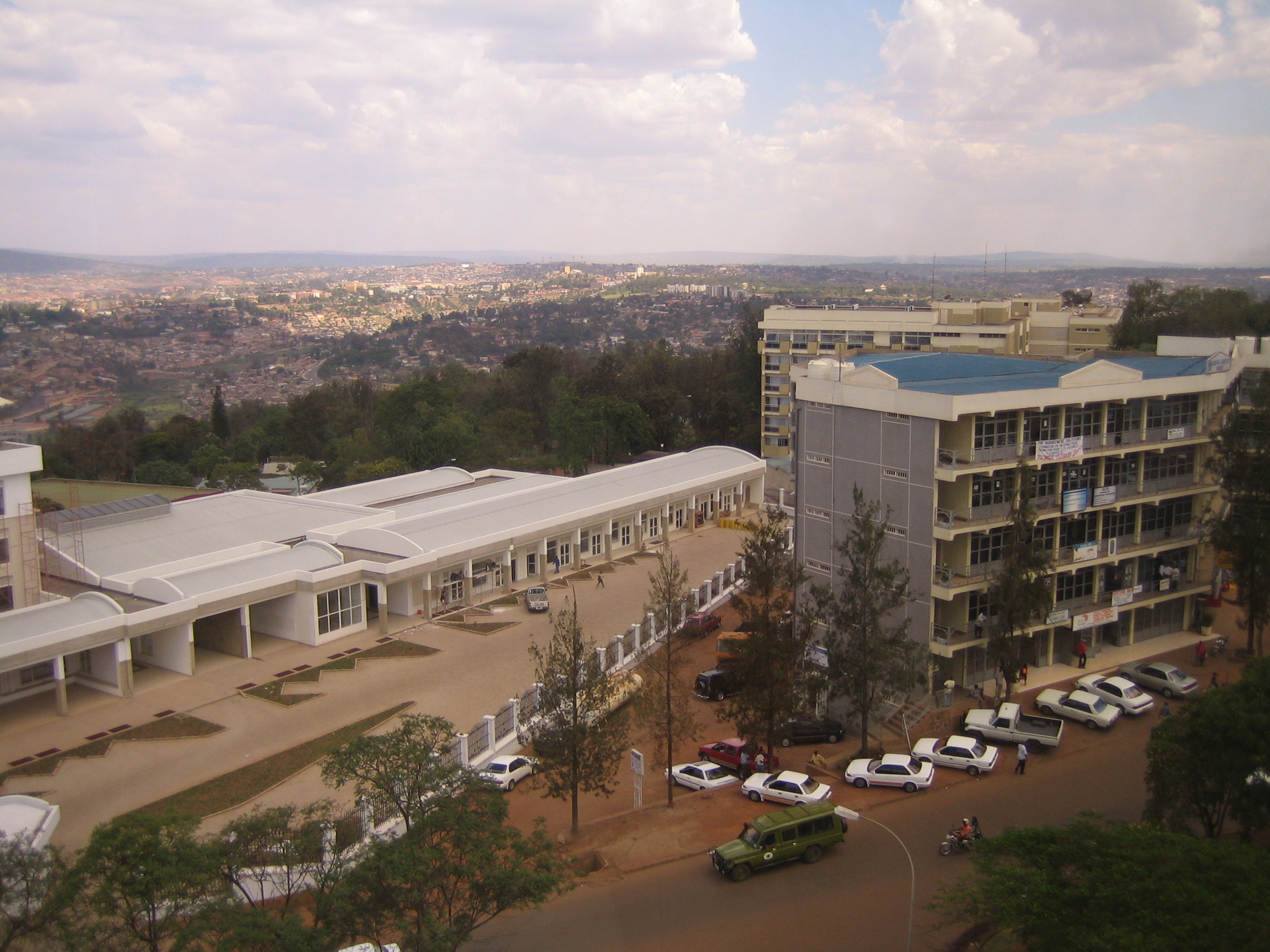
Moderner Supermarkt in Kigali

Die Wirtschaft (Produktion) wuchs seit ca. 2000 stark. Die Landwirtschaft stellt 40 % bis 41 % des BIP, Industrie ca. 20 % und Dienstleistung ca. 37–38 %. Exporte machen 8,3 (2000 und 2003) bis 9,6 % (2004), Importe 24–27 % des BIP aus.
Das Wachstum scheint jedoch hauptsächlich auf einen Bauboom vor allem in der Hauptstadt und Nationalparks (u. a. Großhotels wie das Intercontinental, Kivu Sun und Akagera Game Lodge; Gebäude von Versicherungen und Geschäftsleuten) sowie Großprojekte beim Straßenbau (2004: Kigali-Kayonza; Kigali-Butare-Akanyaru) zurückzugehen. Der Bausektor stieg 2003 um 15,6 % und 2004 um 10 %. Jahre mit Spitzenwachstum (2000 und 2001) gehen auch auf Exporterlöse durch die Vermarktung von Coltan und anderer mineralischer Rohstoffe zurück, bei denen unklar ist, wie viel davon aus dem benachbarten Kongo stammt und was legal und was illegal über Ruanda vermarktet wird. Auf dem Binnenmarkt stellt BRALIRWA, Brauerei und Softdrinkhersteller, unter holländischer Lizenz (Heineken) seit Jahrzehnten den Hauptanteil. Andere wichtige Wirtschaftsbetriebe sind: Zigaretten (Tabarwanda), Mobilfunkunternehmen und Internet (MTN), Seifen und Kosmetik (Sulfo), Textilien (Utexrwa, eher im Rückgang begriffen durch Importe von Billigtextilien) und Baumaterial (v. a. Cimerwa, Zementfabrikation; durch hohe Energiepreise in der Krise).
Landwirtschaft stellt nur etwa 40 % des BIP. Andererseits leben 93 % der Ruander auf dem Land und davon 90 % in Subsistenzwirtschaft. Die Landwirtschaft leidet wiederholt unter meteorologischen Unregelmäßigkeiten und Ernteausfällen. Große Teile der landwirtschaftlichen Produktion werden nicht vermarktet. Dienstleistungen und Industrie sind schwach ausgebildet.
Der Aufschwung des Dienstleistungssektors (Gastgewerbe/Tourismus, Transport und Telekommunikation) betrifft ebenfalls vor allem die Hauptstadt. Die Zahl der Touristen (Besucher der Nationalparks) steigt (2003: 16.538; 2004: 26.998) ebenso wie die Zahl der Fluggäste auf dem Flughafen von Kigali (2003: 116.638; 2004: 132.504).
Im Handel sind wie in anderen ostafrikanischen Ländern seit der Kolonialzeit asiatischstämmige Familien (v. a. aus Pakistan und Indien) stark vertreten, zum Teil auch Griechen. Seit dem Eintritt von Ruanda in den Gemeinsamer Markt für das Östliche und Südliche Afrika (COMESA) ist der Konkurrenzdruck bei Im-/Export gewachsen.
Die Böden sind durch intensiven Landbau, tropisches Klima und Hanglagen stark beansprucht und von Erosion bedroht. Große Teile der natürlichen Bergwälder waren schon in vorkolonialer Zeit abgeholzt, dieser Trend setzte sich seitdem stetig fort. Der Waldbestand wird mit 3440 km² (2004) angegeben. Die Regierungen unternahmen teils mehr, teils weniger ernsthafte Anstrengungen zum Schutz der Restwälder. Auch Kulturforste und Nutzwälder sind in schlechtem Zustand. Die Bevölkerung hat einen großen Bedarf an Nutzholz zur Feuerung, zum Bauen etc. Noch 95 % der Haushalte kochen mit Holz und Holzkohle, der Großteil davon auf energieineffizienten „drei Steinen“. Die Verbreitung verbesserter Öfen ist noch gering. Die Regierung hat vor einigen Jahren ein Gesetz verabschiedet, nachdem das Schlagen von Bäumen oder Ästen derselben nur noch mit Genehmigung erlaubt ist. Seitdem haben sich die Preise von Holzkohle sowie Ziegeln stark erhöht. Es fehlt an Alternativen zu Brennholz und Holzkohle. Die Regierung plant, der Schaffung alternativer, umweltschonender Energieformen hohe Priorität einzuräumen. So gibt es einzelne Projekte zur Herstellung von Briketts aus nicht-kompostierbaren organischen Abfällen (in der Hauptstadt), aber dies hat volkswirtschaftlich quantitativ keine Bedeutung.
Die Regierung hat einen Rahmenplan namens „Vision 2020“ verabschiedet, der auf ein jährliches Wirtschaftswachstum von 7 % abzielt, die Entwicklung des privaten Sektors, eine Modernisierung der Landwirtschaft und darauf, Ruanda zu einem Dienstleistungszentrum im Afrika der Großen Seen zu machen.
Nach der Privatisierung der landeseigenen Telekom-Firma RwandaTel wurde laut Popular Science durch die US-Firma Terracom in Ruanda die Glasfaserinfrastruktur mit Stand 2009 auf 1400 Meilen ausgebaut.

### Energiewirtschaft

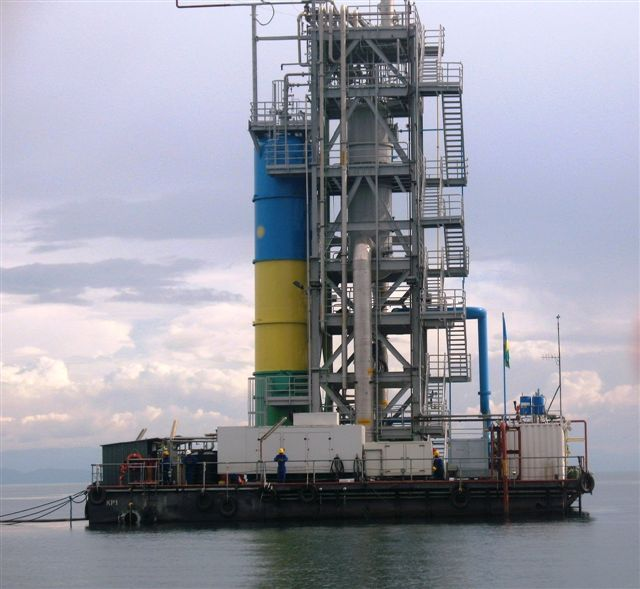
Plattform zur Methangasgewinnung im Kiwusee

Ruanda hat einen großen Mangel an Energie. Es gibt kaum Möglichkeiten, vor Ort Energie zu gewinnen. Die Abhängigkeit von Nachbarstaaten ist groß. Zugleich wächst der Energiebedarf durch das Wachstum der Städte und den wirtschaftlichen Aufschwung. Erdölprodukte werden über große Entfernungen und schlechte Straßen vom Indischen Ozean herangeschafft, vor allem über Kenia und Uganda. Das Land produziert Strom vor allem aus Wasserkraft (97,7 %). 2001 betrug die Produktion an Elektrizität 97 Mio. kWh, 2002 schon 166,7 Mio. kWh; der Verbrauch lag 2002 allerdings bei 195 Mio. kWh; 40 Mio. kWh wurden importiert. 2008 lag der Verbrauch bei 237 Mio. kWh, was ca. 22 kWh pro Einwohner entspricht (Deutschland: etwa 7000 kWh). Nur ca. 6 % der Bevölkerung, vor allem in Städten, hatten 2009 einen Stromanschluss, bis 2012 soll der Wert auf 16 % steigen. Die Stromversorgung ist völlig unzureichend, da die Wasserspiegel einheimischer Seen aufgrund von übermäßiger Nutzung und/oder klimatischer Veränderungen zu stark gefallen sind. Der Strom wird daher regelmäßig abgeschaltet. Um das mit Kongo und Burundi gemeinschaftlich genutzte große Wasserkraftwerk im Südwesten am Rusizi-Fluss gibt es zwischen den beteiligten Ländern Streit, außerdem ist auch der Wasserspiegel des Kívu-Sees, der den Zufluss darstellt, gesunken. Seit 2005/06 werden auch große Dieselgeneratoren genutzt, um die durch Unterkapazitäten bedingten Stromabschaltungen bestimmter Stadtviertel Kigalis und anderer Orte in Grenzen zu halten.
Der Kiwusee enthält Methangas aus vulkanischer Aktivität, das seit 1983 zur Energiegewinnung für die Brauerei BRALIRWA genutzt wird. Die Naturgasreserven werden auf 28,32 Milliarden Kubikmeter geschätzt (Stand: 1. Januar 2002). 2009 unterzeichnete Contourglobal einen Vertrag mit der ruandischen Regierung zur Durchführung des Methangas-Projektes. Das Kraftwerk KivuWatt im Distrikt Karongi ging im Mai 2016 offiziell in Betrieb. Es hat eine Leistung von 26 MW. In einer zweiten Phase sollen mithilfe weiterer Gasmotoren 75 MW zusätzlich geliefert werden.
2020 wurde die ruandische Atomenergiebehörde (Rwanda Atomic Energy Board, RAEB) gegründet, die bis 2031 mindestens 1 GW aus neu zu bauenden Kernkraftwerken beziehen will. 2023 wurde ein Vertrag mit dem kanadisch-deutschen Unternehmen Dual Fluid Energy Inc. über den Bau eines neuartigen Dual-Fluid-Reaktors abgeschlossen, ein Testreaktor soll 2026 in Betrieb gehen. Damit würde in Ruanda einer der Vorreiter dieser Technologieentwicklung angesiedelt.

### Landwirtschaft

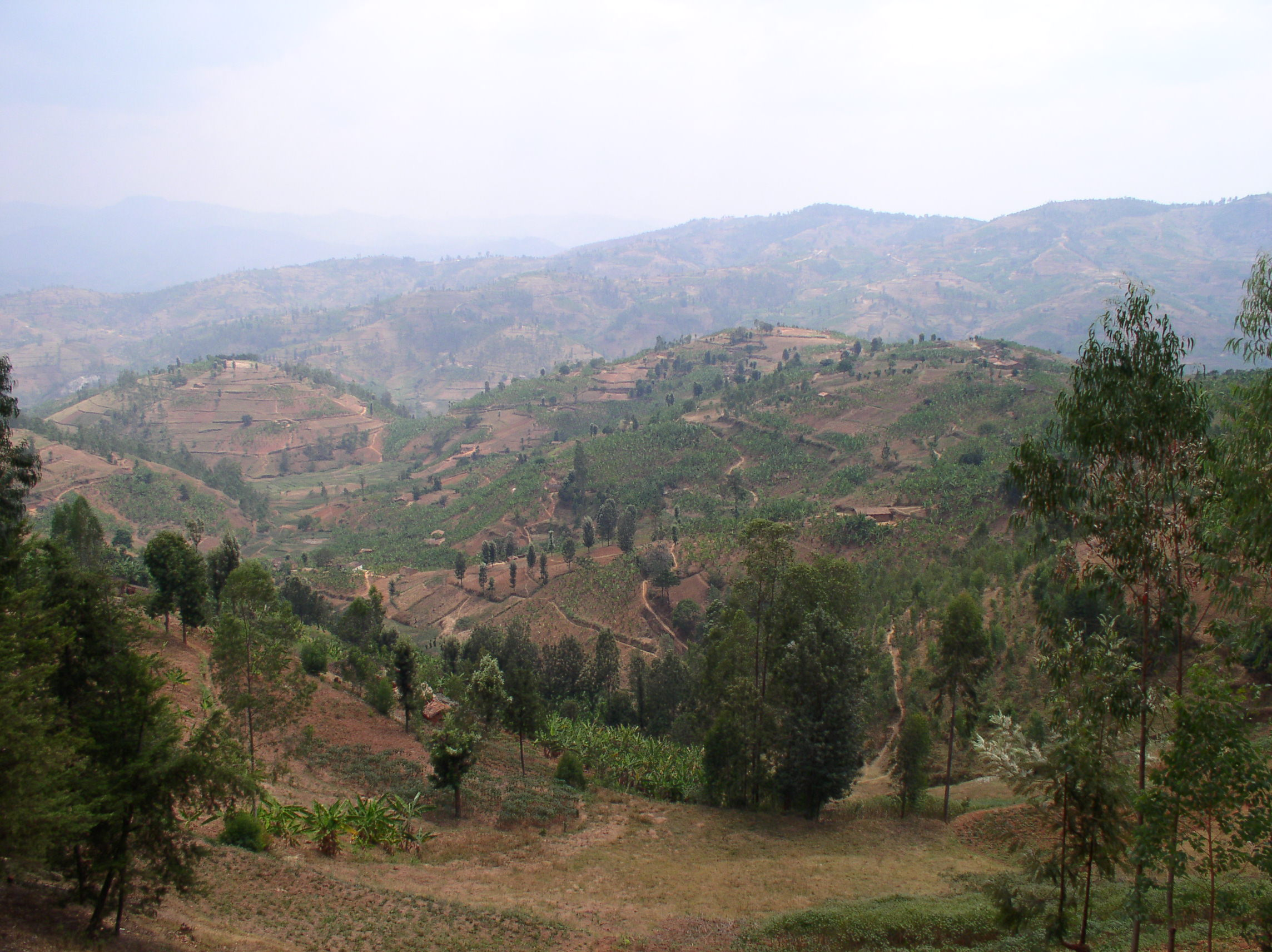
Landwirtschaftlich genutzte Hügellandschaft bei Gitarama

Ruandas Wirtschaft ist stark landwirtschaftlich geprägt. Ungefähr 93 % der Bevölkerung arbeiten in diesem Bereich. Ein großer Teil der Erträge gilt allerdings der Selbstversorgung (90 %). Die Landknappheit ist groß. Über 90 % der vorwiegenden Familienbetriebe bewirtschaften eine Fläche von weniger als einem Hektar.
Ein Gesetz zur Landreform wurde über mehrere Jahre diskutiert und 2005 verabschiedet. Es soll den dauerhaften Erwerb von Land ermöglichen und damit Anreize für Investitionen schaffen. Bisher war alles Land in staatlichem Besitz; Bürger hatten nur Nießnutzrechte.
Zahlen zur Produktion des Agrarsektors sind mit Vorsicht zu betrachten, da nur ein Teil der landwirtschaftlichen Produktion vermarktet wird und die Schätzungen angesichts des hohen Anteils an Subsistenzproduktion durch kleinbäuerliche Familien ungenau bleiben müssen. Außerdem schwankt die Agrarproduktion durch klimatische Unregelmäßigkeiten (v. a. Dürren) von Jahr zu Jahr oft stark. Beispiel:
2002 soll die Agrarproduktion um 15 % gestiegen sein, für 2003 wurde ein Rückgang um 4,1 % verzeichnet, 2004 soll sie im Vergleich zu 2003 konstant geblieben sein. Preiserhöhungen vor allem für Grundnahrungsmittel belasten die Bevölkerung stark.
Wichtigste Anbaukulturen zur Eigenversorgung sind die Knollenfrüchte Maniok (Kassava), Süßkartoffel (weniger: Kolokasien), verschiedene Bohnensorten, teilweise Erbsen. Der Sojaanbau breitet sich immer stärker aus; im Zentrum des Landes wird daraus sogar Tofu hergestellt. In den höheren Lagen werden Kartoffeln, Weizen und Erbsen angebaut. Bananen, die zur Weinherstellung und als Speise- und Obstbananen genutzt werden, werden in großen Mengen angebaut, vor allem in den tieferen und mittleren Lagen, klimabedingt weniger in höheren Lagen. Sie sind aber kulturell hoch angesehen. An Getreidefrüchten wird Sorghum angebaut für Bier- und Speisebreiherstellung (v. a. in den tiefen und mittleren Lagen), außerdem Mais; in den Senken wird auch zunehmend mehr Reis sowie Weizen angebaut (Letzterer in den hohen Lagen).
Die Anbauflächen befinden sich auf den Hügelflanken. Die Bauernfamilien bestellen nahezu jeden nutzbaren Flecken an Land; es werden kaum mehr Brachen praktiziert. Angebaut wird meist in Mischkultur und in Fruchtwechsel. Auf den Kuppen gibt es teilweise noch kleine Baumbestände; oft ist der Boden dort schlecht. Die Niederungen gehören den Kommunen, die sie Bauerngruppen zur Nutzung überlassen; meist zur kommerziellen Nutzung.

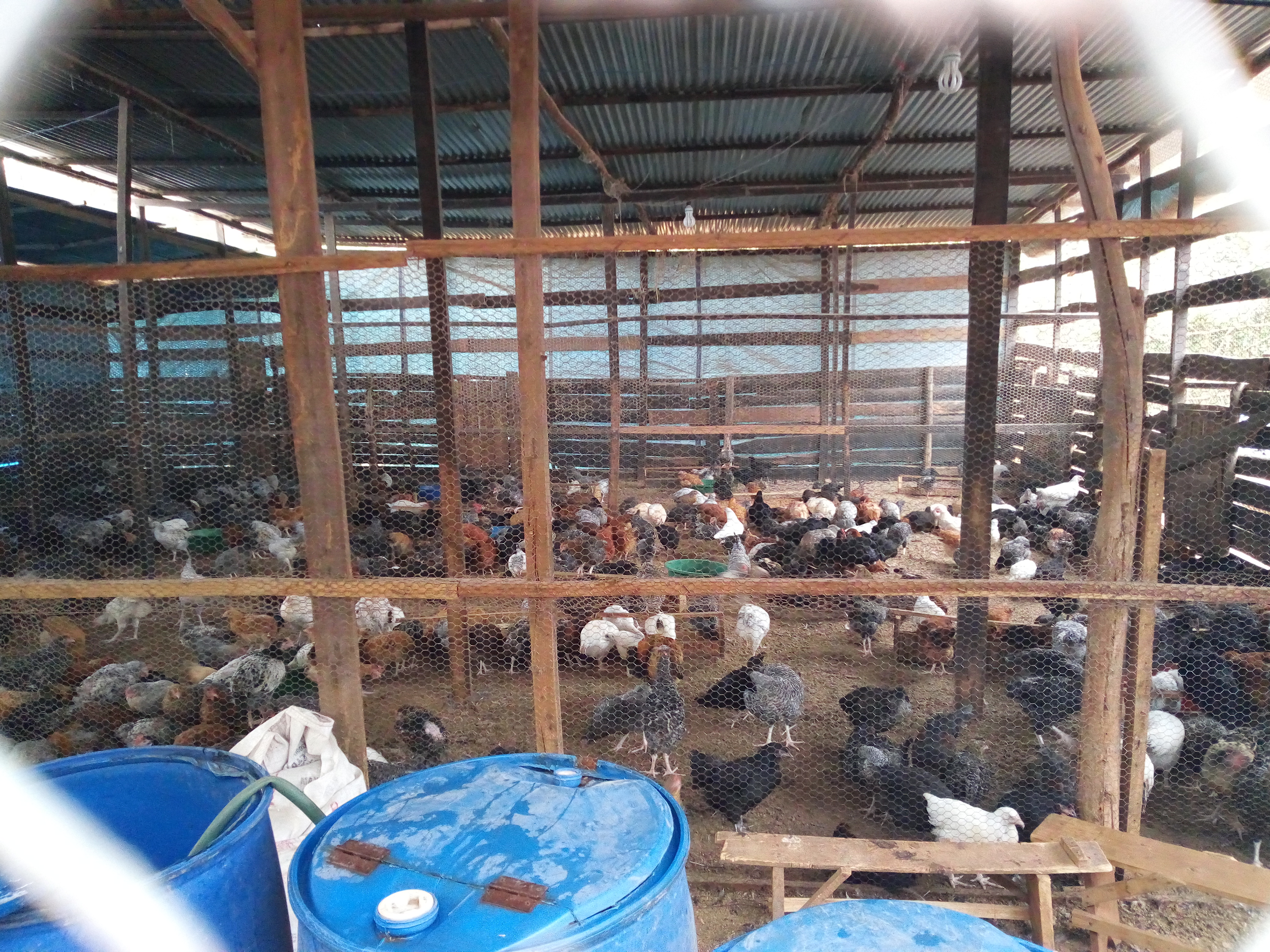
Hühnerhaltung.

Die ruandischen Bauernfamilien leben traditionell in Streusiedlung inmitten ihrer Felder; direkt ums Haus den Bananenhain. Nach 1994 begann die Regierung, die Menschen zu verpflichten, sich in Dörfer umzusiedeln. Dieser Prozess ist unterschiedlich stark fortgeschritten und umstritten.
Traditionell sind Rinder die hoch geschätzten Nutztiere; es wurde vor allem die Milch (für Butter zur Körperpflege und Sauermilch als Nahrung) genutzt. Heute gibt es eine moderne Milchverarbeitung mit einer breiten Palette an Produkten. Viele Kleinbauern haben aber nicht genug Weideland und Futter, um eine Kuh zu halten. Kleinstbauern halten daher eher Ziegen oder gar nur ein paar Hühner. Kaninchenzucht und Schweinehaltung sind in geringem Ausmaß bekannt.
Primäre Exportgüter sind Kaffee und Tee. Das Land leidet jedoch unter den niedrigen Preisen dieser Güter in den Industrieländern. Die Qualität von Kaffee und Tee nahm in den 1990er Jahren stark ab; die von Kaffee konnte inzwischen aber auf ein höheres Niveau als vor dem Krieg gebracht werden.
Trotz Ruandas relativ fruchtbarem Boden kann die Nahrungsmittelproduktion oft nicht mit dem Bevölkerungswachstum Schritt halten. Dadurch werden Nahrungsmittelimporte notwendig.

### Außenwirtschaft

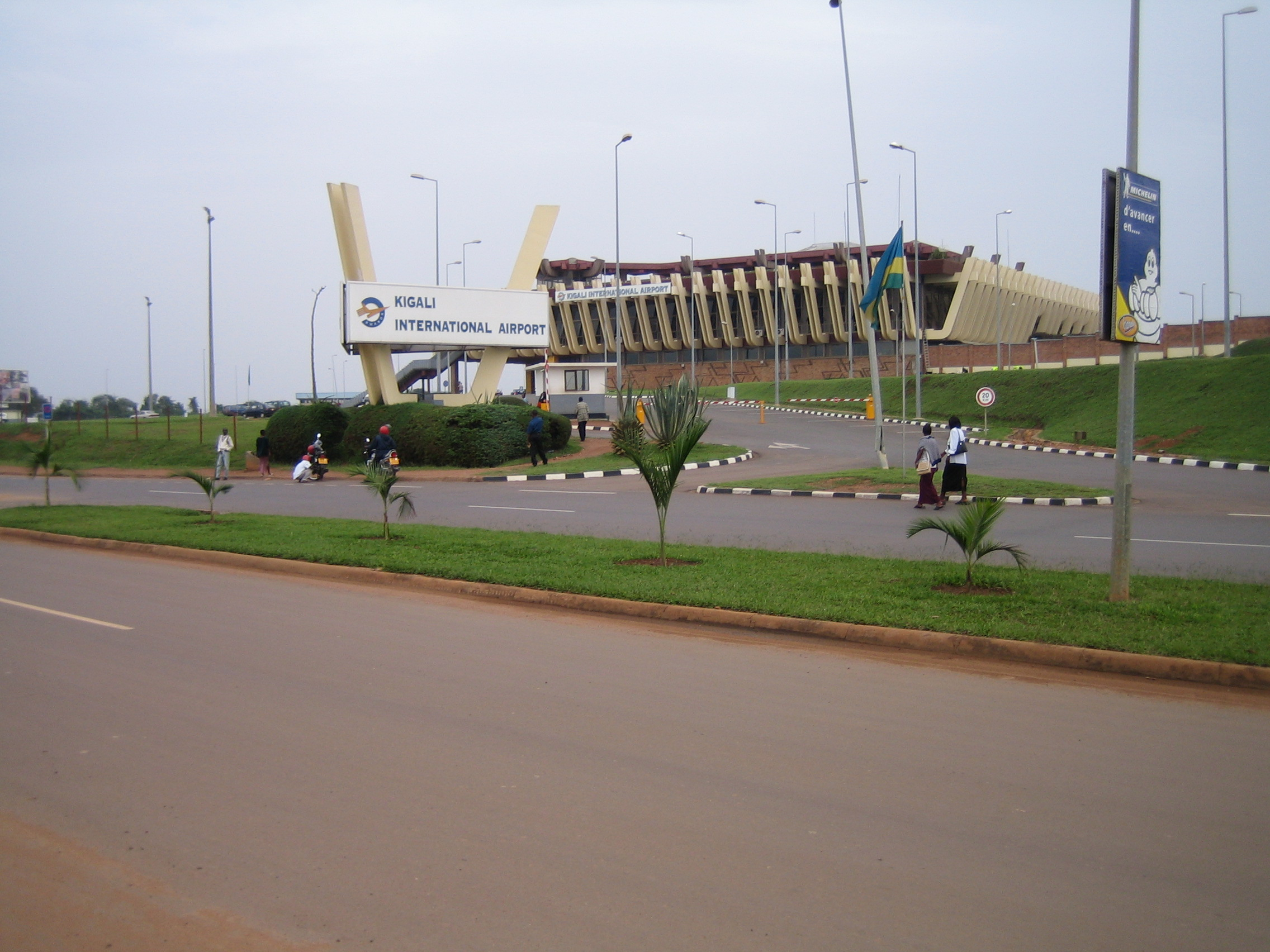
Internationaler Flughafen in Kigali: Durch die Binnenlage Ruandas bekommt der Luftverkehr eine hohe Bedeutung

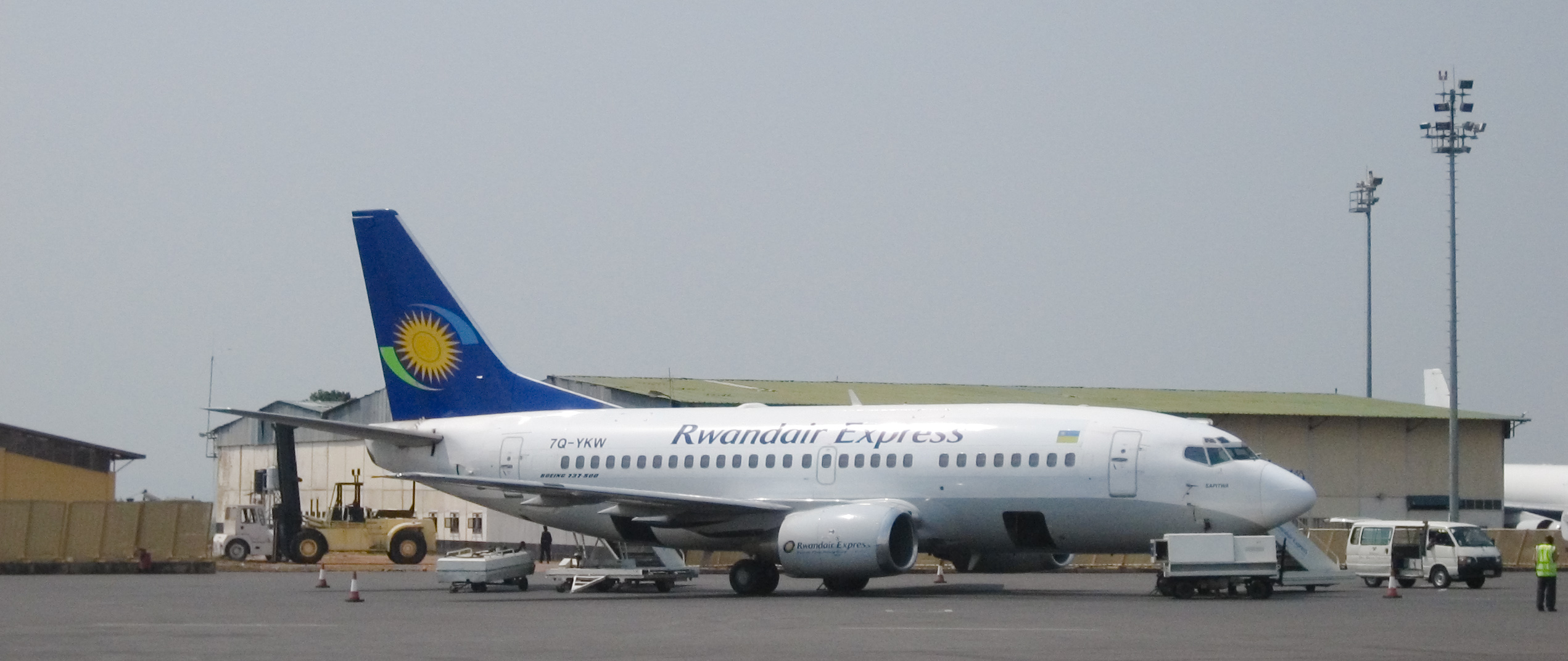
RwandAir ist die staatliche Fluggesellschaft Ruandas

Energieknappheit, Instabilität in der Region sowie große Distanzen zu den Häfen (Indischer Ozean) und zum Teil (Tansania) schlechte Transportanbindungen an die Nachbarländer überschatten die Exportwirtschaft des Landes. Trotzdem konnte Ruanda sein Exportvolumen seit dem Jahre 2003 mehr als verzehnfachen und hat im regionalen Vergleich eine relativ hohe Außenhandelsquote.
2016 und 2017 betrug der Wert der Exporte von Gütern und Dienstleistungen geschätzte 1246 bzw. 1667 Millionen US-Dollar bzw. laut Weltbank 2016 und 2017 14,9 % und 18,2 % des BIP.
Wichtige Exportpartner waren 2017 die Vereinigten Arabischen Emirate (2017: 38,5 % der Exporte); Kenia (2017: 15,1 %); die Schweiz (2017: 9,9 %); DR Kongo 2017: 4,9 % und Singapur 2017: 4,5 %.
Wichtigste Exportgüter sind nach wie vor Kaffee und Tee, im geringeren Maße auch Pyrethrum (pflanzliches Insektizid), sowie Mineralerze (Coltan und Zinnoxid).
Von 2003 zu 2004 stieg der Wert exportierter Waren von 62 auf 98 Millionen US-Dollar.
Kaffeeproduktion, -verarbeitung und -vermarktung wurde nach 1994 privatisiert (davor war es staatliches Monopol), so dass es inzwischen verschiedene Kaffeemarken gibt. Der Export von Kaffee konnte sich von 2003 auf 2004 um 82 % verbessern: Es wurden 700 Tonnen im Vergleich zu 270 im Jahr 2003 exportiert. Dies geht auf den Bau von Kaffeewaschanlagen im ganzen Land zurück.
Die Teeproduktion ist noch in staatlicher Hand, zwei Plantagen sollen aber privatisiert werden (laut New Times vom 8. April 2006). Insgesamt sollen Kaffee- und Teeproduktion weiter intensiviert werden.
Seit der (belgischen) Kolonialzeit wurden Erze wie Cassiterit (Zinn), Columbit-Tantalit und Wolframit sowie kleine Mengen von Gold und Saphiren abgebaut. Bis in die 1980er Jahre waren Erze aber bedeutungslos geworden. Mit dem Coltan-Boom Ende der 1990er Jahre im Osten der DR Kongo wurden auch ruandische Minen wieder eröffnet. Ein großer Teil der ostkongolesischen Mineralien (auch Gold) wird aber über Ruanda auf den Weltmarkt gebracht. Der Export von Zinnoxid betrug 2003 1458 Tonnen (t) und 2004 3553 t; der von Coltan betrug 2003 732 t und 2004 861 t.
Um die Exportbasis zu verbreitern, versucht die Regierung, den Anbau und die Vermarktung von „alternative crops“ wie Blumen oder Obst zu fördern. Dies steht aber in Konkurrenz zur ohnehin unzureichenden Eigenversorgung an Nahrungsmitteln für die Bevölkerung.
Das Importvolumen betrug 2017 geschätzte 2.994 Millionen US-Dollar. Importe machten laut Weltbankangaben im Jahr 2000 24,6 % und 2017 ca. 32,8 % des BIP aus.
Importpartner: Volksrepublik China (2017: ca. 20,4 %), Uganda (2017: 11 %), Indien (2017: 7,2 %), Tansania (2017: 5,3 %); Vereinigte Arabische Emirate (2017: 5,1 %);.
Wichtigste Importgüter sind Treibstoffe, Fahrzeuge, Baumaterialien und Konsumgüter. Die wichtigsten deutschen Lieferindustrien sind Maschinenbau, Elektrotechnik, Feinmechanik/Optik. Inzwischen werden auch chemische Vorerzeugnisse nach Ruanda exportiert. Es wird jedoch auch Elektrizität importiert (2002: 40 Millionen kWh).
Die Regierung setzt auf regionale Integration der Wirtschaft, wobei das Land eine Brückenfunktion zwischen dem anglophonen Ostafrika und den zentralafrikanischen Nachbarn Burundi und Demokratische Republik Kongo ausüben soll. Dabei ist unter anderem gedacht, Ruanda zu einem Zentrum der Informationstechnologie der Region (IT) zu machen. In diesem Zusammenhang strebt Ruanda zusammen mit Burundi die Mitgliedschaft in der Ostafrikanische Gemeinschaft (EAC) an. 2007 trat Ruanda ihr bei. Im Rahmen des Gemeinsamen Ost- und Südafrikanischen Marktes (COMESA) hat sich Ruanda zur Angleichung seiner Zölle verpflichtet.
Ruanda bemüht sich außerdem stark um ausländische Investitionen. Laut Weltbankangaben betrug das Volumen ausländischer Direktinvestitionen (net inflows, BoP) 2000 7,7 Mio. US-Dollar, 2010 250,5 Mio. US-Dollar und 2017 293,4 Mio. US-Dollar.
Anfang 2018 kündigte die Volkswagen AG die Eröffnung eines Werkes in Ruanda an.

### Tourismus

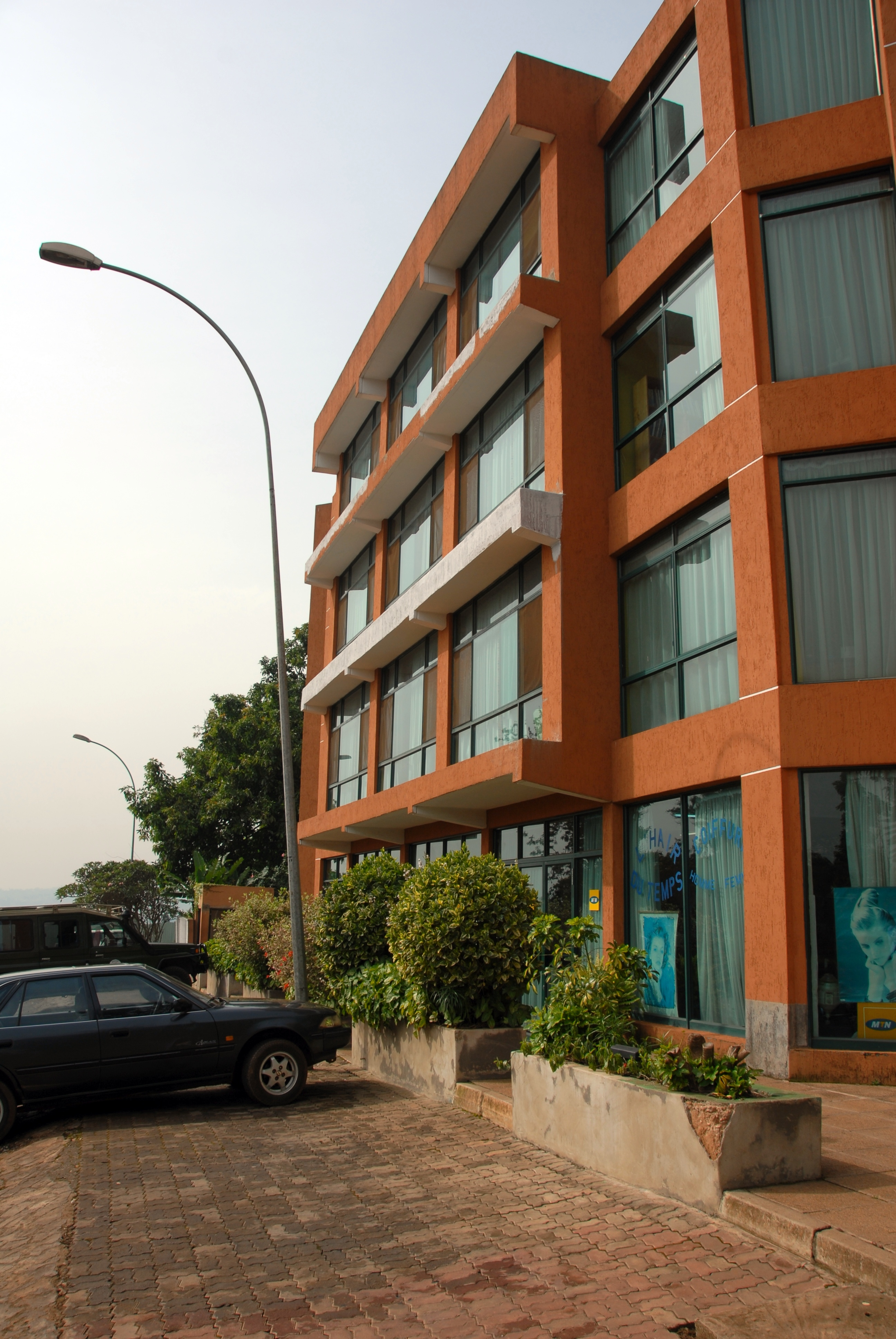
Hotel in Kigali

Tourismus spielt in Ruanda noch keine umfangreiche Rolle. Das Land verfügt anders als Kenia und Tansania nicht über große Nationalparks. Es setzt daher nicht auf Massentourismus, sondern auf wenige, zahlungskräftige Touristen. Auch eher abenteuerlustige Touristen auf dem Weg quer durch Afrika halten sich gelegentlich in Ruanda auf. Eine Besonderheit für den internationalen Tourismus stellen vor allem die Berggorillas dar, die an den Hängen der Virunga-Vulkane im Norden des Landes leben. Es gibt an Menschen gewöhnte („habituierte“) wilde Berggorillagruppen, die von einer begrenzten Anzahl von Touristen in ihrer natürlichen Umgebung unter bestimmten Auflagen besucht werden können. Potenzial zu einem begrenzten Ausbau des Tourismus besteht im Ausbau malerischer Orte am Kiwusee sowie den Angeboten im südlichen Bergregenwald (Nyungwe) – Führungen zu Schimpansengruppen werden bereits angeboten –, der Regeneration des Tierbestandes des Savannenparks im Osten (Akagera-Nationalpark), der Erschließung der Nilquelle sowie der Möglichkeit, dies mit einem kulturell-historischen Programm zu ergänzen (Tanz und Gesang, Museen, Butare, Königshof in Nyanza, Völkermordgedenkstätten und die wenigen erhaltenen Häuser aus der frühen Kolonialzeit).

### Finanzwirtschaft
Das Land führt eine Wertpapierbörse mit der Bezeichnung Rwanda Stock Exchange und ihrem Leitindex, dem Rwanda Stock Exchange Share Index. Außerdem wurde 2011 mit dem Agaciro Development Fund ein Staatsfonds errichtet.

### Entwicklungszusammenarbeit
In den 1960er und 1970er Jahren wuchs die ruandische Wirtschaft dank einer vorsichtigen Finanzpolitik, gepaart mit großzügiger externer Hilfe und günstigen Handelsbedingungen. Die Inflation war niedrig. Als aber die Kaffeepreise in den 1980er Jahren stark fielen, kam es zu wirtschaftlichen Problemen. Von 1973 bis 1980 betrugen Wachstumsraten jährlich zirka 6,5 %, gingen dann zwischen 1980 und 1985 auf 2,9 % zurück und stagnierten von 1986 bis 1990. Die Krise spitzte sich 1990 zu, als die ersten Maßnahmen eines Strukturanpassungsprogramms des Internationalen Währungsfonds durchgeführt wurden. Das Programm wurde nicht vollständig umgesetzt, aber zwei starke Abwertungen und die Aufhebung staatlich festgelegter Preise wurden durchgeführt. Unter den Folgen litten vor allem die gebildeten Eliten, die zumeist staatliche Angestellte oder in staatlichen Betrieben beschäftigt waren.
Während der Kriegsjahre 1990 bis 1994 nahm die wirtschaftliche Produktion ab, 1994 gar um 40 %. Danach begann sie sich langsam wieder zu erholen, mit einem Wachstum von 9 % 1995 und 13 % im Jahr 1996. Steuereinnahmen wurden verbessert, staatliche Betriebe privatisiert, Export- und Nahrungsmittelproduktion wieder aufgenommen.
Der Staatshaushalt ist stark von internationalen Finanzzuwendungen abhängig. 1999 erhielt das Land 372,9 Mio. US-Dollar Wirtschaftshilfe. Schwerpunkte der internationalen Hilfe sind Wiederherstellung und Ausbau der Infrastruktur (Straßen, Wasser, öffentliche Einrichtungen wie Schulen und Gesundheitseinrichtungen etc.) und die Justiz. Im Juni 1998 unterzeichnete Ruanda ein erweitertes Strukturanpassungsprogramm mit dem Internationalen Währungsfonds.
Ruanda wird von der Weltbank als hoch verschuldetes Entwicklungsland eingestuft. Mit dieser Einstufung qualifiziert es sich für die Teilnahme an dem im Jahr 2000 von den Industrieländern beschlossenen Programm zum Schuldenerlass für die ärmsten Länder Afrikas. Am 12. April 2005 stellte der IWF die Erreichung des für weitere Schuldenerlasse nötigen „completion points“ fest, dass Ruanda eine Reihe von Bedingungen (u. a. Programm zu Reduzierung von Armut, diverse Programme zur Wirtschaftsförderungen, Strukturreformen, Privatisierungen etc.) erfüllt hatte (siehe auch Wirtschaft). Ein erster Schuldenerlass wurde daraufhin gewährt, ein zweiter zum Juli 2006 (s. East African Business Week, 10. April 2006).
Der Anteil der externen Geberfinanzierung ist weiter angestiegen und belief sich 2005 auf 57 %.
Offizielle Entwicklungshilfe betrug nach Weltbankangaben im Jahr 2000 467,5 Mio. US-Dollar, 2003 333,4 Mio. US-Dollar und 2004 322,0 Mio. US-Dollar.
2010 wurde nach Plänen des Münchner Architekten Dominikus Stark das Ausbildungszentrum „Education Center Nyanza“ von und für die Einheimischen errichtet, um die ländliche Region zu stärken.

### Staatshaushalt
Der Staatshaushalt umfasste 2016 Ausgaben von umgerechnet 2,27 Mrd. US-Dollar, dem standen Einnahmen von umgerechnet 1,86 Mrd. US-Dollar gegenüber. Daraus ergibt sich ein Haushaltsdefizit in Höhe von 5,0 % des BIP.

Die Staatsverschuldung betrug 2016 2,4 Mrd. US-Dollar oder 36,3 % des BIP.
2006 betrug der Anteil der Staatsausgaben (in % des BIP) folgender Bereiche:
- Gesundheit:[114] 10,9 %
- Bildung:[52] 3,8 % (2005)
- Militär:[52] 2,9 %

## Verkehr

Infrastruktur Ruandas (Juli 2015)

Derzeit wird die Infrastruktur des Landes mit ausländischer Unterstützung stark ausgebaut. Im Logistics Performance Index, der von der Weltbank erstellt wird, belegte Ruanda 2018 den 57. Platz unter 160 Ländern. Ruanda zählte damit zu den besten afrikanischen Ländern.

### Schienenverkehr
Bis heute verfügt Ruanda über kein Schienennetz. Es gibt jedoch schon seit langem Überlegungen, Ruanda an die Schienennetze von Uganda oder Tansania anzuschließen (siehe auch Ruandabahn). Seit 2008 existieren Pläne zum Bau einer etwa 450 Kilometer langen Verbindung zwischen Kigali und dem Umschlagspunkt Isaka in Tansania. Die Verbindung soll in Normalspur gebaut werden, da die anschließenden Strecken Richtung Daressalam von Meterspur auf Normalspur umgespurt werden.

### Straßenverkehr
Ruanda verfügt über ein gut ausgebautes Straßennetz von etwa 30.000 Kilometern. Hauptverkehrsstraßen sind die 25 Nationalstraßen mit einer Gesamtlänge von rund 2750 Kilometern, wovon 1210 Kilometer asphaltiert sind. Darüber hinaus gibt es 108 District Roads, die eine Gesamtlänge von 3906 Kilometern aufweisen, wovon jedoch nur 58 Kilometer asphaltiert sind. Das gesamte asphaltierte Straßennetz hat eine Länge von etwa 1500 Kilometern und verbindet die wichtigsten Städte des Landes mit der Hauptstadt Kigali. Manche Regionen sind jedoch schlecht angebunden; immerhin wurde die jahrelang überfällige Asphaltstraße in den Bugesera im Frühjahr 2006 in Angriff genommen. Nebenstraßen sind nicht befestigt und in unterschiedlichem Zustand. Der Ausbau des Straßennetzes erfolgt mit Unterstützung multilateraler Geldgeber (Weltbank, EU). Die wichtigsten Straßenverbindungen zu den nächsten Hochseehäfen (Mombasa/Kenia) und Daressalam/Tansania (je über 1500 km) sind in schlechtem Zustand. Im April 2006 wurden immerhin Pläne zum Ausbau der Fernverbindung Uganda-Ruanda bekannt. Die Binnenlage, geringe Transportvolumina und schwache Konkurrenz machen Ruanda zu einem der Länder mit den weltweit höchsten Transportkosten, was sich durch steigende Ölpreise seit 2004 noch verschärft.

### Luftverkehr
RwandAir ist die staatliche Fluggesellschaft Ruandas.

## Kultur

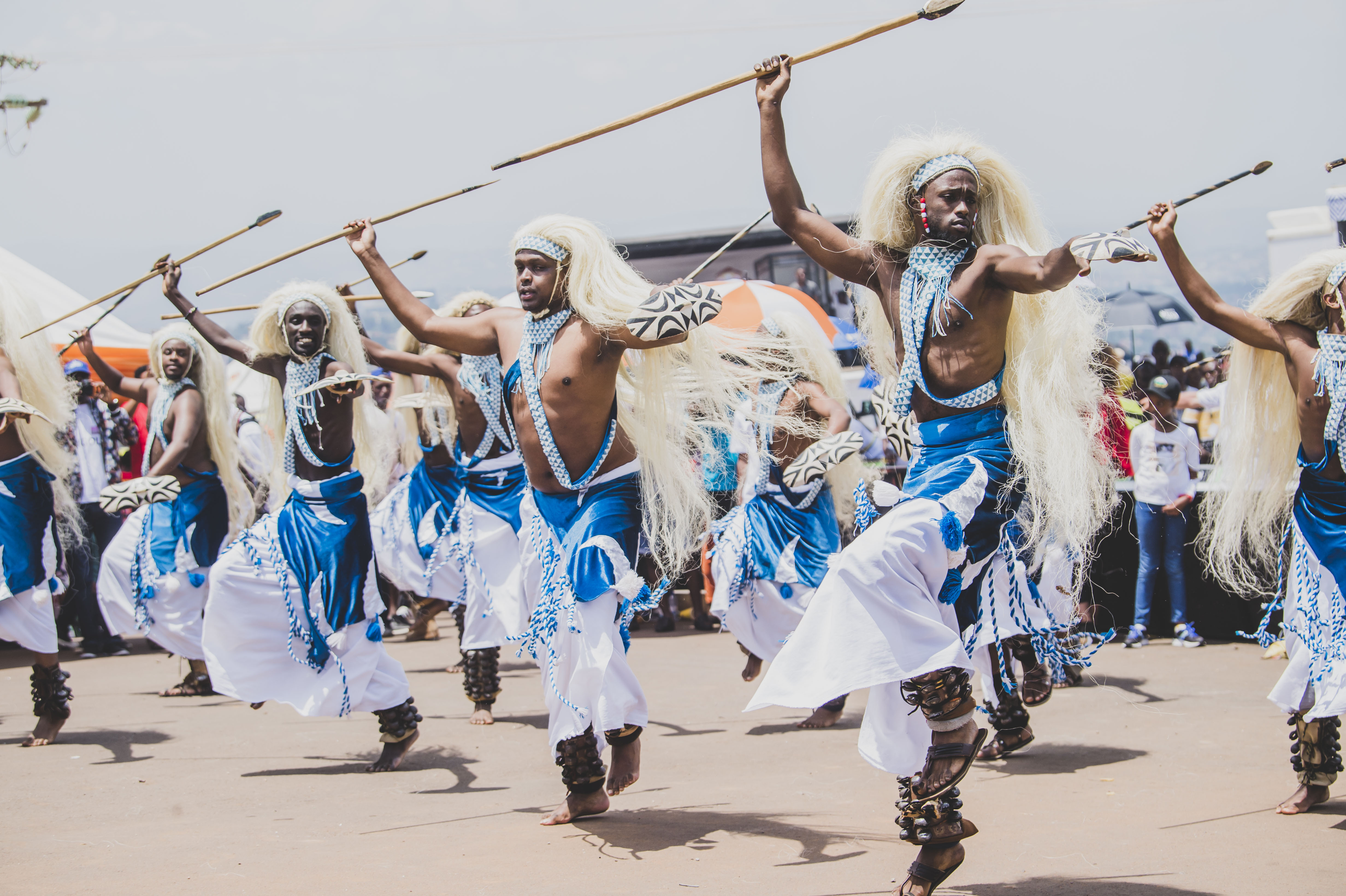
Intore-Tänzer mit Perücken aus Sisalfasern

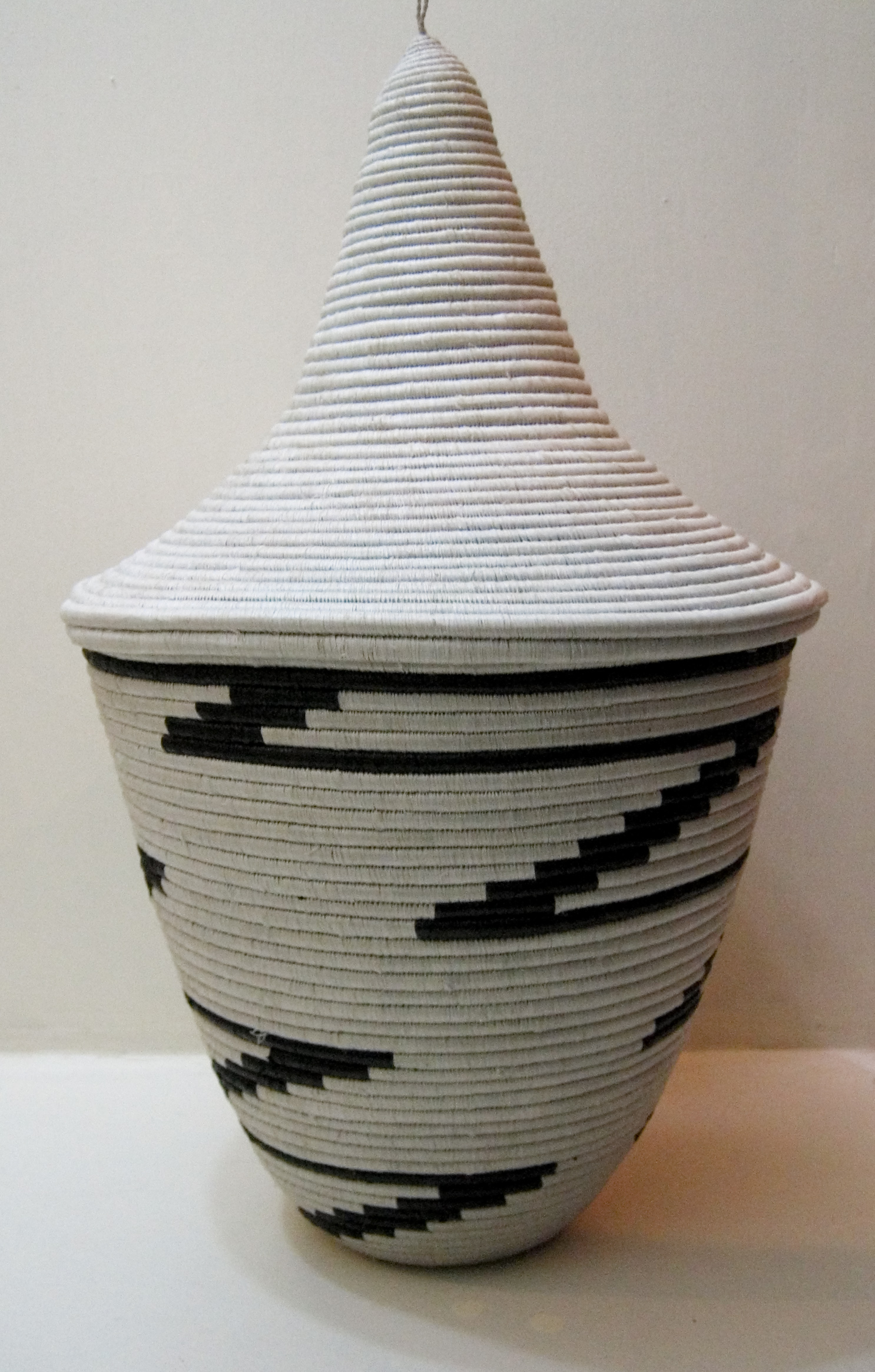
Der traditionelle ruandische Korb Agaseke, genannt „Friedenskorb“, mit einem spitzen Deckel, den Korbmacherinnen aus feinen Sisalfasern flechten. Er befindet sich auch auf dem Siegel Ruandas.

### Musik und Tanz
Die traditionelle Musik ist überwiegend vokal, weshalb es relativ wenige Typen von Musikinstrumenten gibt, die praktisch alle nur von Männern gespielt werden. Am weitesten verbreitet sind Saiteninstrumente wie die meist zur Gesangsbegleitung gespielte Trogzither inanga, die einsaitige Schalenspießlaute iningiti (verwandt mit der zeze in Tansania) und der große Musikbogen umuduri. Die zwei hauptsächlichen Trommeltypen, die beide früher zu den höfischen Zeremonialtrommeln gehörten, sind die zweifellige Röhrentrommel ingoma und die einfellige Zylindertrommel ingaraba. Die ingoma gehören zu einem bei festlichen Anlässen eingesetzten Ensemble von sieben bis neun unterschiedlich großen Trommeln, die mit Stöcken geschlagen werden. Die ingaraba ist eine der beiden Trommeln, die im zeremoniellen Trompetenensemble amakondera für den Rhythmus sorgen. Dieses ursprünglich nur von Twa-Musikern gespielte Ensemble besteht aus sechs bis acht quer geblasenen Trompeten aus einem Bambusrohr und einer Kalebasse, die einen Ton oder zwei Töne produzieren können. Ferner werden das in der Region weit verbreitete Lamellophon likembe und eine Vielzahl von Rasseln verwendet, darunter Kalebassen-Gefäßrasseln und von Tänzern um die Knöchel gebundene Schellen, um beim Intore- und beim Imbyino-Tanz den Rhythmus zu betonen. Das dritte traditionelle Ensemble neben ingoma und amakondera ist das Flötenensemble insengo, das aus fünf oder sechs zylindrischen Holzflöten besteht. Die nur im Norden Ruandas verwendeten Flöten hatten eine rituelle Bedeutung für die Tutsi-Herrscher.
Männer und Frauen pflegen mehrere Solo- und Chorgesangsstile. Nach ihrem Anlass sind die Wiegenlieder ibihozo, einige Formen von Hirtenliedern und die höfischen poetischen Lieder ibisigo zu unterscheiden. Allgemein typisch in den Traditionen von Hutu und Tutsi ist ein Wechselgesang von Vorsänger und Chor. Die Twa haben eine eigene Tradition eines Jodel-Gesangs mit polyphonen Strukturen erhalten.
Im Dezember 2024 wurde der Intore-Tanz als erstes immaterielles Kulturerbe aus Ruanda in die Repräsentative Liste des immateriellen Kulturerbes der Menschheit aufgenommen. Beim Intore imitieren eine Truppe aus in Reihen aufgestellter Tänzer einen Kampf gegen einen unsichtbaren Gegner, indem sie im Rhythmus der amakondera-Trommeln und -Trompeten springen und ihre Speere und Schilde schwingen. Die Tanztruppen treten häufig auf gesellschaftlichen Veranstaltungen wie Hochzeitsfeiern und Erntedankfesten auf.

### Kunst und Kunsthandwerk
Musik, Tanz und Poesie in einheimischer Sprache sind wichtige Kunstformen in Ruanda. Prosa, Theater und bildende Künste sind traditionell weniger ausgeprägt.
Eine verbreitete traditionelle Bildkunst ist Imigongo. Diese geometrisch ausgerichteten Malereien werden von in Kooperativen zusammengeschlossenen Künstlern auf Holzplatten vorgezeichnet, mit Kuhdung dreidimensional ausgeformt, getrocknet und anschließend bemalt. Traditionell sind Spiralmuster oder Zickzackmuster in Schwarz und Weiß. Moderne Bilder verwenden auch andere Farben und sind zum Teil figürlich.
An Kunsthandwerk sind zum Teil fein ausgearbeitete Flechtarbeiten typisch. In jüngerer Zeit werden auch Werke von Malern verbreitet. Der Kriegstanz Intore hat Berichte von Heldentaten nach der Rückkehr von einer Schlacht zum Inhalt.

### Museen und Gedenkstätten
Zu den staatlichen Museen in Ruanda zählen das Ethnographische Museum in Butare, das King's Palace Museum in Nyanza und das Kandt-Haus-Museum in der Hauptstadt Kigali, das sich im ehemaligen Haus des deutschen Kolonial-Residenten und Afrikaforschers Richard Kandt befindet. Die Museen werden von der Rwanda Cultural Heritage Academy (RCHA) verwaltet. Wichtige Gedenkstätten des Völkermordes finden sich in Nyamata, Murambi, Gisozi und Bisesero. Diese vier sind seit 2023 als UNESCO-Welterbe gelistet.

### Medien
Die Nichtregierungsorganisation Reporter ohne Grenzen sieht in Ruanda nach ihrer Rangliste der Pressefreiheit seit 2025 eine „sehr ernste Lage für die Pressefreiheit“. Das Land steht auf Platz 146 von 180.
Das beliebteste Medium in Ruanda ist das Radio, gefolgt vom Fernsehen. Radio und Fernsehen genießen zudem ein höheres Vertrauen als Nachrichtenportale und soziale Medien. Die meisten Radiosender konzentrieren sich jedoch auf Unpolitisches wie Musik und Sport. Die relativ wenigen verfügbaren Online-Zeitungen sind regierungsnah. Laut Reporter ohne Grenzen wurden zwischen 1996 und 2025 insgesamt neun Journalisten in Ruanda getötet oder vermisst, während 35 weitere regieurungskritische Journalisten für die weitere Ausübung ihrer Arbeit ins Exil gingen. Neue Webseiten aus dem Ausland werden in Ruanda laut Freedom House jedoch zunehmend blockiert. Verleumdung wurde in Ruanda entkriminalisiert, jedoch sieht eine Strafrechtsreform von 2018 weiterhin Gefängnisstrafen wegen medialer Verleumdung des Präsidenten vor. Die führenden Online-Zeitungen im Land sind The New Times, Igihe, Kigali Today, Rwanda Today und Umuseke. Die beliebteste Social-Media-Plattform ist Facebook mit einem Marktanteil von rund 40 %.
Vom ruandischen Inlandsrundfunkdienst wird ein Kurzwellensender betrieben, der gelegentlich auf 6055 bzw. 25740 kHz auch in Europa empfangen werden kann. Häufiger sind die Sendungen einer der ältesten Relaisstationen der Deutschen Welle aus Ruanda zu hören, z. B. abends zwischen 20:00 und 22:00 Uhr auf 9655, 11800 bzw. 12070 kHz. Als Internet-Audio-Stream ist der Sender Radio Rwanda (früher Radiodiffusion de la République Rwandaise) zu empfangen.
Im Jahr 2022 nutzten 34,4 Prozent der Einwohner Ruandas das Internet.

### Feiertage

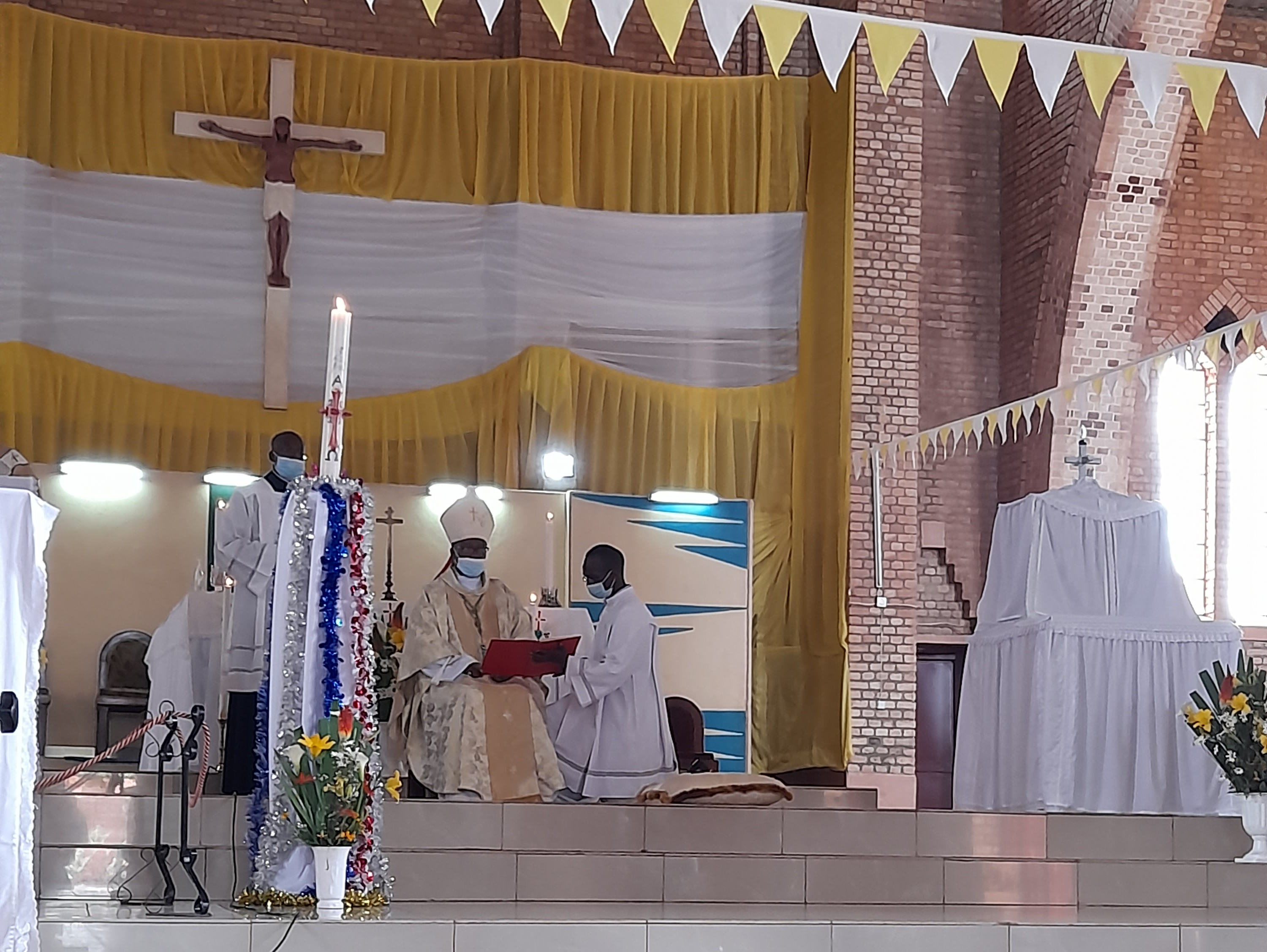
Ostermesse in der katholischen Kathedrale in Butare (2021)

Nationalfeiertage sind der 1. Juli, Tag der Unabhängigkeit von Belgien 1962, der 7. April, Gedenktag des Völkermords an den Tutsi, und der 4. Juli, der Liberation Day (Kwibohora), der das Ende des Genozids 1994 feiert. Zu den religiösen Feiertagen im überwiegend christlichen Ruanda zählen Karfreitag, Ostermontag, Mariä Aufnahme in den Himmel, Weihnachten und der Boxing Day.

### Sport

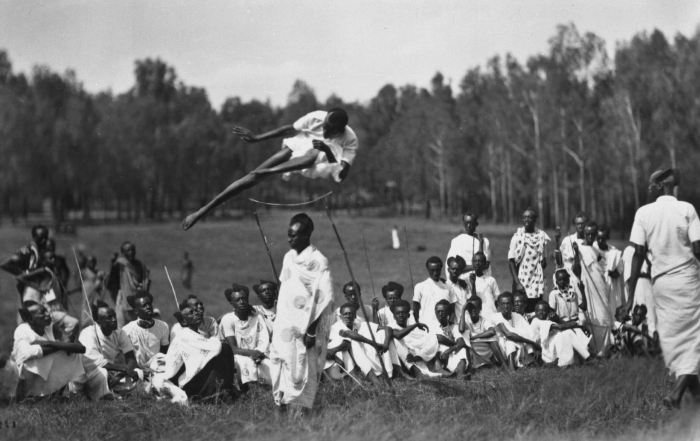
Ein Mann springt über eine über zwei Meter hohe Hürde (aufgenommen zwischen 1929 und 1937)

Zu den traditionellen Sportarten in Ruanda zählen Hochspringen, Langstreckenlauf, Ringen und Werfen. Beim gusimbuka urukiramende genannten, traditionellen Hochsprung wurde mit verschiedenen Techniken ein Sprung über eine Querlatte getätigt, die auf zwei vertikalen Stützen ruhte, in einer Höhe, die zwei Meter erreichte. Während der Kolonialzeit kamen dann in den 1920er Jahren durch Missionare viele Ballsportarten ins Land, darunter Fußball, Volleyball und Basketball. Heute zählen Fußball und Radsport zu den beliebtesten Sportarten. Durch erhebliche, oft als Sportswashing kritisierte Investitionen wird zudem versucht verschiedene internationale Sportevents wie die Straßenradsport-Weltmeisterschaften 2025 und die Formel 1 anzuziehen.

#### Olympische Spiele, Paralympics und Special Olympics
Ruanda nimmt seit 1984 an den Olympischen Sommerspielen teil. Erster Olympionik war der 800-Meter-Läufer Jean-Marie Rudasingwa und erste Olympionikin die 3000-Meter-Läuferin Marcianne Mukamurenzi. Das Comité National Olympique et Sportif du Rwanda entsandte auch zu allen folgenden Olympischen Sommerspielen Athleten, jedoch konnte Ruanda bisher keine Medaille gewinnen (Stand 2025). Die Teilnehmer waren vor allem Leichtathleten, Radsportler und Schwimmer. Sein Debüt bei den Paralympischen Sommerspielen hatte Ruanda 2000 in Sydney mit dem Schwimmer und Kriegsversehrten César Rwagasana. Das Nationale Paralympische Komitee Ruandas wurde 2001 von ebenfalls Kriegsversehrten des Völkermords gegründet, die während diesem noch unterschiedlichen Seiten angehört hatten. Die bisher einzige Medaille gewann 2004 Jean de Dieu Nkundabera mit Platz 3 im 800-Meter-Lauf der Startklasse T46. Im Sitzvolleyball qualifizierten sich sowohl die Männer- als auch die Frauennationalmannschaft als erste Mannschaften aus Subsahara-Afrika für die Paralympischen Spiele. Special Olympics Ruanda wurde 2002 gegründet und nahm mehrmals an Special Olympics Weltspielen teil.

#### Leichtathletik
Die Rwanda Athletics Federation (RAF) ist der Leichtathletik-Dachverband Ruandas. Sie organisiert unter anderem mit dem Sportministerium den Kigali International Peace Marathon (KIPM), der jährlich in der Hauptstatdt im Mai oder Juni stattfindet und auch internationale Teilnehmer aufweist. Für die World Athletics Label Road Races 2024 wurde der KIPM als Elite Label Race eingestuft. Bei der am 9. Juni 2024 stattgefundenen 19. Ausgabe des Straßenlaufs nahmen 10.183 Athleten aus 35 Ländern teil.

#### Rad- und Motorsport

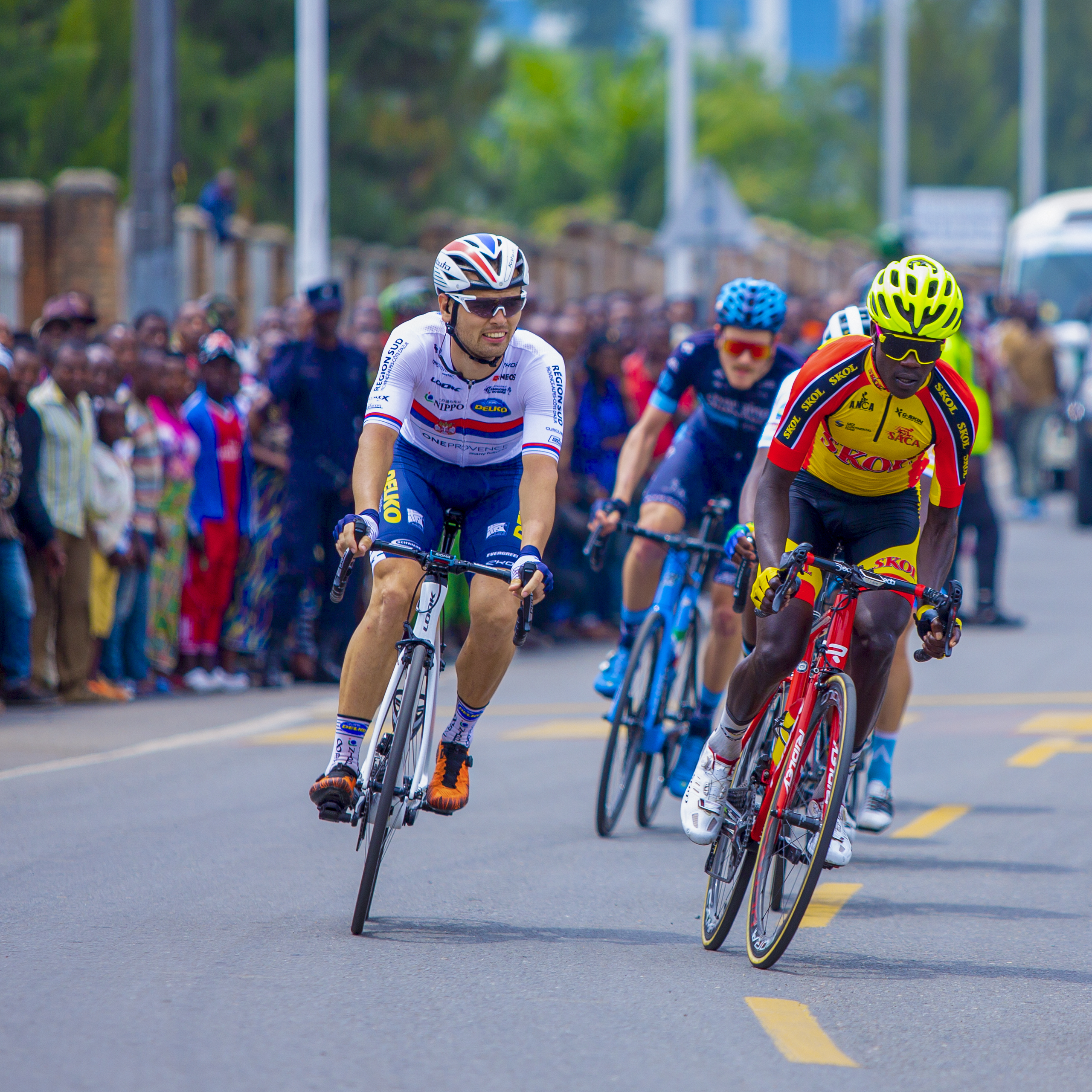
Teilnehmer der Tour du Rwanda (2021)

Am 15. Juni 2014 wurde im Distrikt Musanze in einer Höhe von etwa 2000 Metern das Africa Rising Cycling Center eröffnet. Bekanntestes Etappenrennen des Landes ist die Tour du Rwanda, die seit 2019 in der Kategorie 2.1 der UCI Africa Tour eingeordnet wird. Im September 2025 finden in Ruanda als erstem afrikanischen Land die Straßenradsport-Weltmeisterschaften statt.
Internationale Teilnehmer finden sich auch im Motorsport in der vom Rwanda Automobile Club (RAC) organisierten Rwanda Mountain Gorilla Rally. Sie ist seit dem Jahr 2000 Teil der Wertungsläufe der Afrikanischen Rallye-Meisterschaft. Vom 10. bis 13. Dezember 2024 fand in Kigali erstmals in Ruanda die jährliche Generalversammlung und Preisverleihung der Fédération Internationale de l’Automobile (FIA Awards) statt. Bei der Gala wurde Ruandas Bewerbung um eine zukünftige Austragung eines Formel-1-Rennens auf einer noch zu bauenden Rennstrecke offiziell bekannt gegeben.

#### Ballsportarten

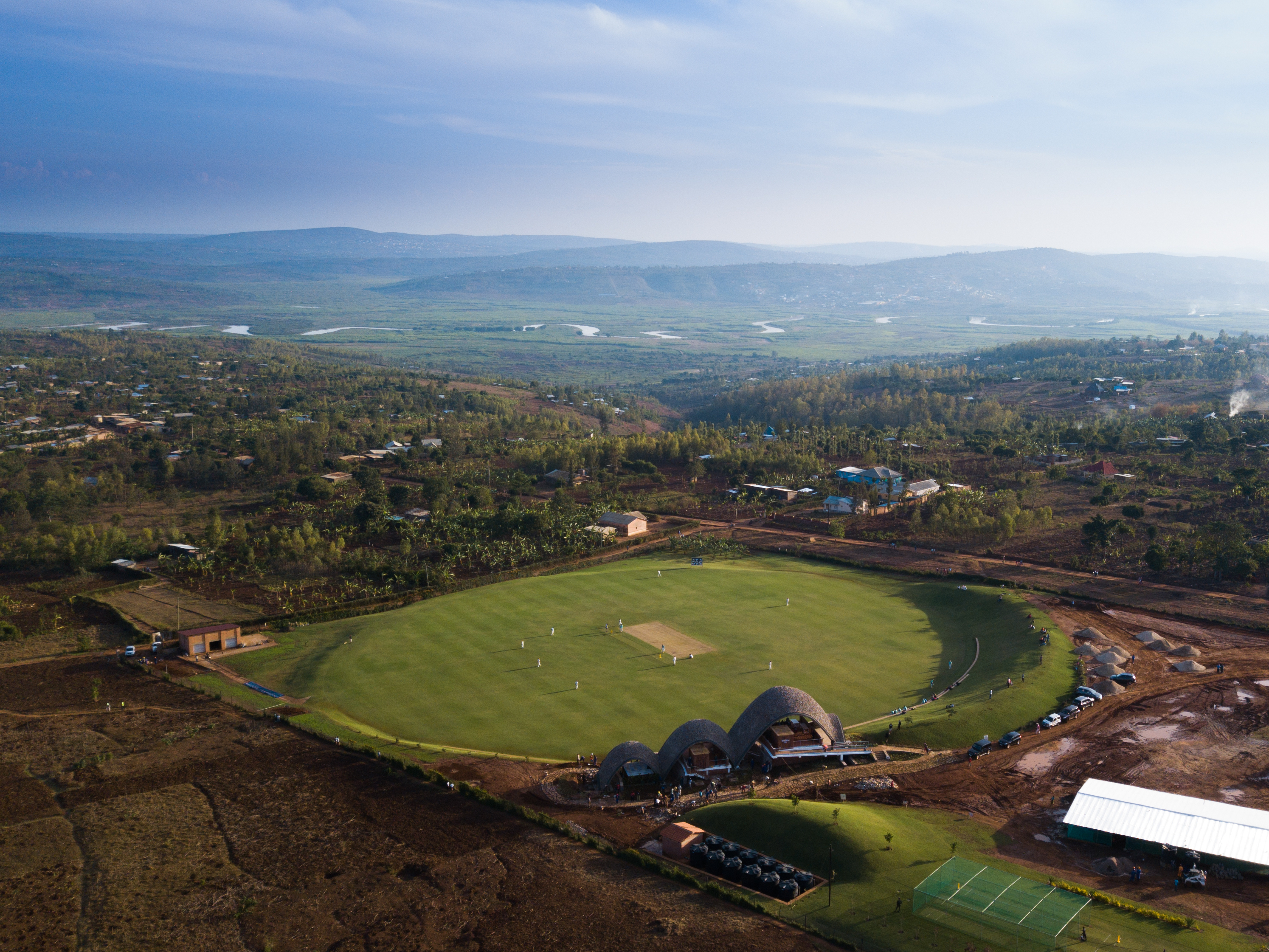
Luftbild des Rwanda Cricket Stadium im Distrikt Kicukiro mit dem Nyabarongo im Hintergrund

Bereits in den 1930er Jahren gründete König Mutara III. Rudahigwa einen eigenen Fußballverein und brachte verschiedene Häuptlinge dazu ebenfalls Vereine zu gründen. Fußball hat somit in Ruanda einen historisch hohen Stellenwert. Aktueller Rekordmeister der National Football League ist der Armée Patriotique Rwandaise Football Club (APR FC) mit 23 Titeln in den letzten 30 Jahren (Stand 2025). Die ruandische Fußballnationalmannschaft der Männer bestritt Ende der 1970er Jahre ihre ersten Länderspiele. 2004 konnte man sich erstmals für eine Afrikameisterschaft qualifizieren, jedoch Stand 2024 noch nicht für eine Weltmeisterschaft. Heimatstadion ist das Stade Amahoro in Kigali. Die Zuschauerkapazität des 1986 eröffneten Stadions wurde von August 2022 bis Juni 2024 von rund 25.000 auf 45.508 Plätze erhöht und erhielt infolgedessen eine FIFA-Genehmigung zur Austragung internationaler Spiele. Der Umbau kostete etwa 160 Milliarden RWF (etwa 114,3 Millionen Euro).
In unmittelbarer Nähe befindet sich die Kigali Arena, eine Mehrzweckhalle, die unter anderem für Sportveranstaltungen, Messen und Konzerte genutzt wird. Die Spielstätte mit 10.000 Sitzplätzen ist die Heimat des Basketballclubs Armée Patriotique Rwandaise Basketball Club (APR BBC) sowie des ruandischen Basketballverbandes.
Zwischen 26. Februar und 10. März 2024 organisierte die Fédération Rwandaise de Tennis in Ruanda als erstem Land in Subsahara-Afrika ein Challenger 50 Tennisturnier für eine ATP Challenger Tour. Im Februar und März 2025 wurden ein Challenger 75 bzw. Challenger 100 Turnier abgehalten.
Cricket gilt als eine der am schnellsten wachsenden Sportarten Ruandas. Der Sport gewann an Beliebtheit, als Flüchtlinge aus Kenia, wo sie diesen Sport erlernt hatten, zurückkehrten. Die Rwanda Cricket Association (RCA) wurde 1999 gegründet und 2003 vom International Cricket Council anerkannt. Die Entwicklung des ruandischen Crickets wird unterstützt von der britischen Wohltätigkeitsorganisation Cricket Without Borders, deren Ziel es ist, das Bewusstsein für AIDS/HIV durch den Sport zu verbessern, und der Stiftung des Marylebone Cricket Club. Letztgenannte unterstützt auch ein Projekt zum Bau eines nationalen Cricketstadions außerhalb von Kigali. Ruandas Mitgliedschaft im Commonwealth of Nations half ebenfalls dabei, das Cricket in Ruanda beliebt zu machen. Der ruandischen Frauen-Cricket-Nationalmannschaft gelang die Qualifikation für den U19 Women’s T20 World Cup 2023.

### Landeseigene Links
- Republic of Rwanda. Offizielle Regierungsseite (englisch)
- The President of the Republic. Präsident von Ruanda, auf www.gov.rw (englisch)
- The Parliament of the Republic of Rwanda. Parlament der Republik Ruanda, auf www.parliament.gov.rw (englisch, Kinyarwanda)
- Embassy of the Republic of Rwanda. Botschaft der Republik Ruanda in der Bundesrepublik Deutschland (erfüllt die Funktion für Rumänien, Tschechien, Slowakei, Polen, Ukraine und Ungarn) (englisch, deutsch)
- Statistical Yearbook. National Institute of Statistics of Rwanda (englisch)

### Landesprofil bei Ministerien deutschsprachiger Staaten
- Auswärtiges Amt (D): Ruanda. auf www.auswaertiges-amt.de.
- Bundesministerium für europäische und internationale Angelegenheiten (A): Länderspezifische Reiseinformation: Ruanda (Republik Ruanda). auf www.bmeia.gv.at.
- Eidgenössisches Departement für auswärtige Angelegenheiten (CH): Ruanda. auf www.eda.admin.ch.

### Internationale Links
- United Nations: United Nations Statistics Division. Rwanda. auf data.un.org (englisch).
- The World Bank: Countries. Rwanda. auf www.worldbank.org (englisch).
- US-Government: CIA World Fact Book. Rwanda. auf www.cia.gov (englisch).
- WHO: Rwanda. auf www.afro.who.int (englisch).
- Welternährungsprogramm der Vereinten Nationen: Rwanda. auf www.wfp.org (englisch).
- UNHCR: Rwanda. auf www.unhcr.org (englisch).
- Minority Rights Group International: Rwanda. auf minorityrights.org (englisch).
- UNCTAD: Catalogue of Diversification Opportunities 2022. Rwanda. auf unctad.org (PDF; 176 kB, englisch).
- UNICEF: Ruanda auf unicef.de (deutsch)

### Weitere Links
- Internationale Perspektive: Artikelserie zu Ruanda. Kolonialzeit, Geschichte des Hutu-Tutsi-Konflikts, Medien, Sprache und Ethnien. auf perspektive89.com